# Парад на Красной площади 9 мая 2015 года

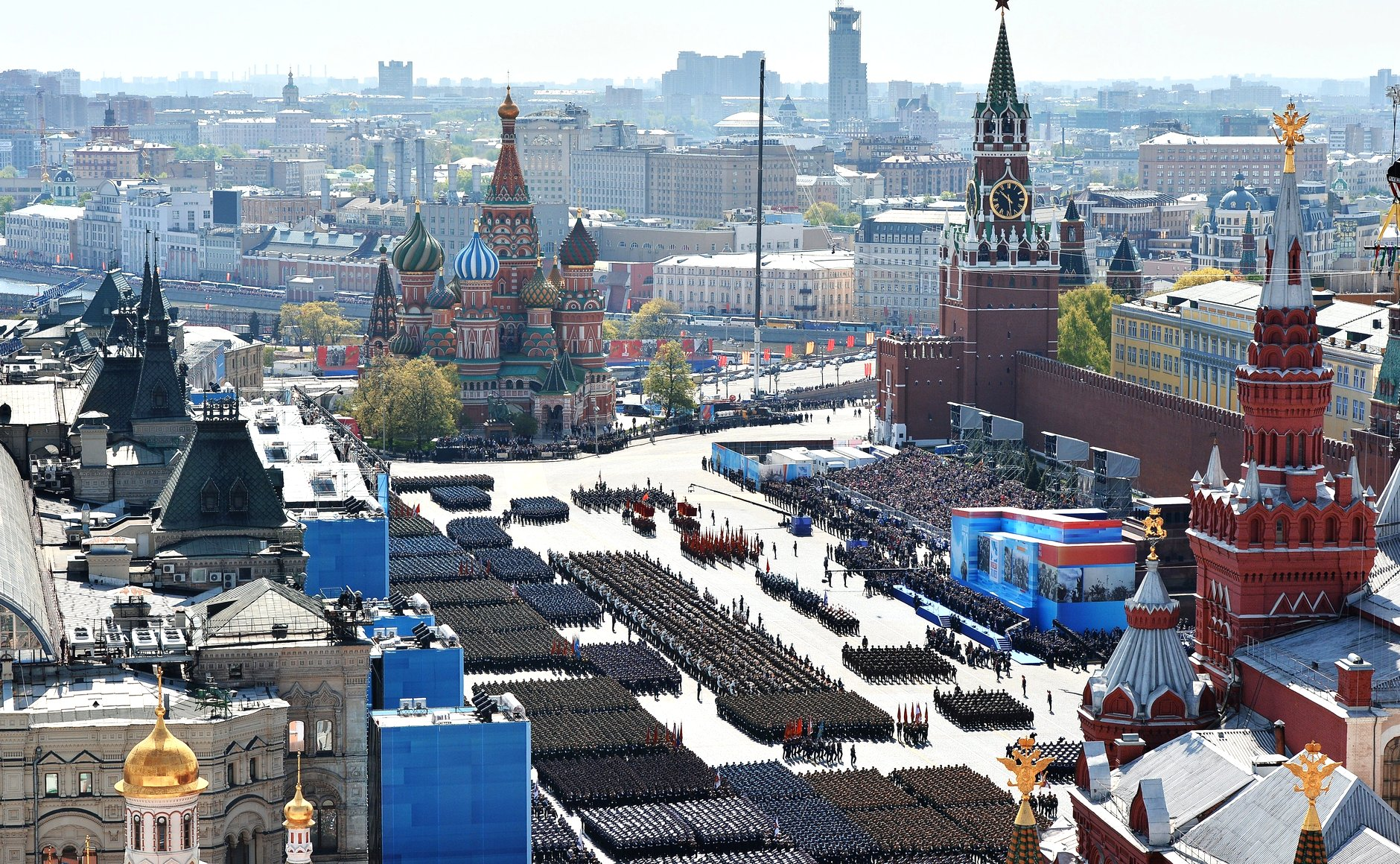
Общий вид Красной площади

Парад Победы на Красной площади 9 мая 2015 года состоялся в День Победы. Он стал центральным событием празднования 70-летия со дня окончания Великой Отечественной войны. В параде приняли участие свыше 16 тысяч военнослужащих, в том числе более 700 иностранных военных из десяти стран. Было представлено 194 единицы сухопутной боевой техники и более 140 самолётов и вертолётов. На параде присутствовал 31 лидер иностранных государств.
Всего парады по случаю 70-летия Победы прошли в 26 городах страны, в том числе 9 городах-героях: Москве, Санкт-Петербурге, Смоленске, Мурманске, Туле, Новороссийске, Волгограде, Севастополе и Керчи. Участниками парадов стали более 78,5 тысяч человек. Для участников Великой Отечественной войны и их сопровождающих проезд по всей стране на любых видах транспорта был бесплатен с 3 по 12 мая 2015 года.
Отношение к юбилейному Параду Победы было сильно политизировано из-за аннексии Крыма и участия России в войне на Донбассе. Из-за конфликта в Украине лидеры большинства западных государств не приехали на торжества в Москве.

## Фон
В 2005 году юбилейный парад в Москве посетили лидеры многих западных государств, включая президентов США и Франции. Однако после аннексии Крыма в 2014 году состав международных делегаций изменился: вместо лидеров стран Запада на Парад Победы стали чаще приезжать лидеры стран Африки и Ближнего Востока, а также Индии и Китая. Именно Парад 2015 года закрепил изменения в списке высокопоставленных гостей.
К 2015 году отношения между прежними союзниками по Антигитлеровской коалиции испортились из-за политического конфликта Запада и России вокруг Украины. Евросоюз и США обвиняли президента РФ Владимира Путина в стремлении перечертить европейские границы и отправке российских войск на восток Украины, что отрицалось российским руководством. Российские власти же заявляли о «фашистском перевороте» в Киеве, используя отказ западных лидеров посетить торжества в Москве как повод обвинить западных лидеров в поддержке «неонацизма». Российская пропаганда постоянно заявляла, будто после свержения украинского президента Виктора Януковича «фашистская хунта» в Киеве, связанная с американскими спецслужбами, захватила власть на Украине и «поставила под угрозу» этнических русских, живущих в восточноукраинских областях.
В Украине участие россиян в войне на Донбассе привело к отказу от некоторых традиций празднования Дня Победы. 8 мая 2015 года Украина впервые отмечала День памяти и примирения. 9 мая 2015 года украинский президент Пётр Порошенко заявил, что Украина «не будет отмечать День победы по сценарию РФ», подчеркнув, что Москва использует праздник для «апологии экспансионистской политики в отношении соседей».
В 2015 году обозреватели отмечали, что при Путине в России сложился настоящий культ Победы, а торжества к 70-летию Победы российская власть использовала в качестве легитимизации своей агрессивной политики по отношению к Украине. Отмечалось навязчивое повсеместное использование в России георгиевской ленточки, в символизме которой соединилась историческая память о победе над фашизмом во время Второй мировой войны и пропагандистская риторика российских властей о том, что к власти в современной Украине якобы пришли к власти фашисты.

## Подготовка

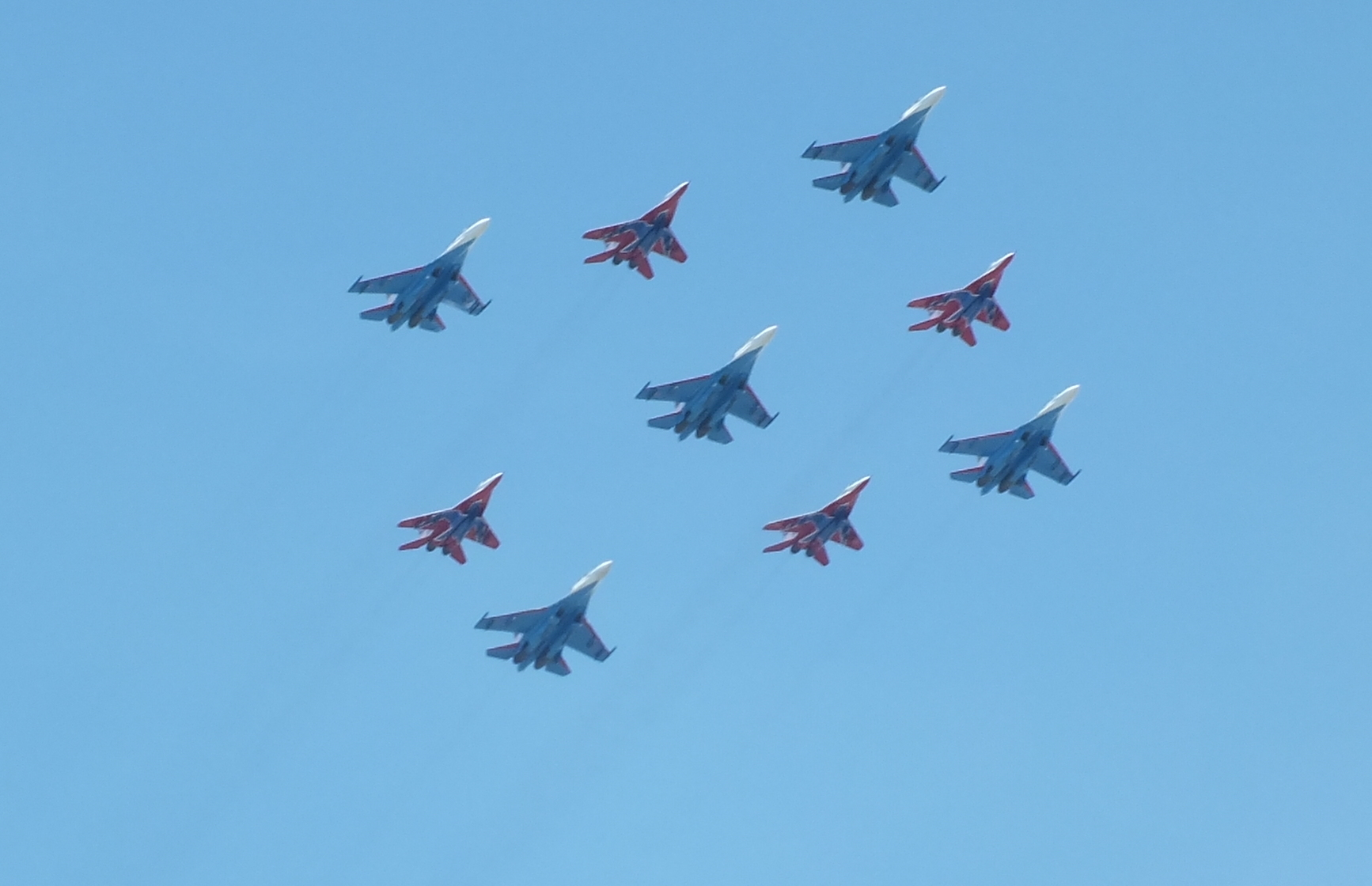
Полёт самолётов над районом Братеево 7 мая в 11:22

Подготовка к параду началась в ноябре 2014 года. В конце февраля 2015 года в посёлок Алабино для репетиций прибыли пусковые установки подвижного ракетного комплекса «Ярс». Там же, 26 марта, была проведена первая репетиция парада Победы под контролем Национального центра управления обороной России.
21 апреля 2015 года Министерство обороны России запустило сайт, на котором можно ознакомиться со схемой прохождения пеших парадных расчётов, порядком проезда и составом механизированных парадных колонн, схемами пролёта авиации и парадным строем кораблей ВМФ.
7 мая прошла генеральная репетиция парада Победы, в ней приняли участие более 15 тысяч военнослужащих.

### Пешая часть
В параде приняли участие курсанты Черноморского Высшего военно-морского училища имени П. С. Нахимова, Военно-воздушной академии имени профессора Н. Е. Жуковского и Ю. А. Гагарина, Академии гражданской защиты МЧС России. Впервые участие в параде Победы принял расчёт воспитанниц Московского Пансиона Государственных Воспитанниц Кадетская школа интернат № 9.
Впервые за всю историю Тихоокеанского высшего военно-морского училища имени С. О. Макарова 200 курсантов и офицеров этого учебного заведения прошли парадным маршем по Красной площади. Также участники парада были одеты в форму времён Великой Отечественной войны и вооружены оружием тех лет.
Общее количество участников составило более 16000 военнослужащих.

### Техника и авиация
В параде впервые приняли участие новые боевые машины на платформах «Армата», «Бумеранг», «Курганец-25» и пусковые установки подвижного ракетного комплекса «Ярс». Также в параде приняли участие пять бронемашин «Тигр» с ПТРК «Корнет».
В небе, на учебно-боевых самолётах Як-130, выступила новая пилотажная группа «Крылья Тавриды».
Всего в параде Победы 2015 года приняли участие 194 единицы бронетехники и 143 самолёта и вертолёта.

### Иностранные военнослужащие

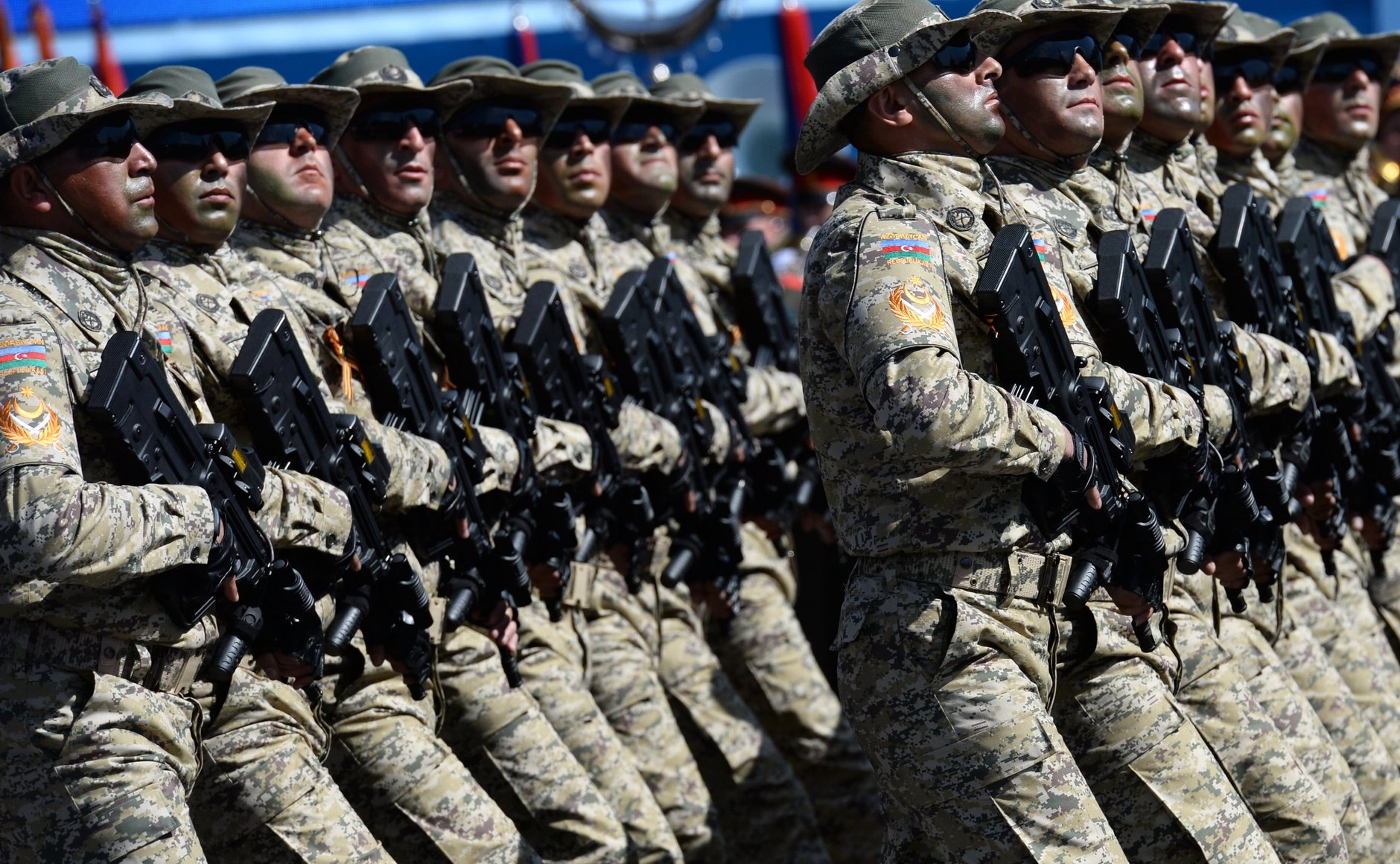
Военнослужащие Национальной армии Азербайджана во время парада

Приняли приглашение
 10 марта стало известно о том, что военнослужащие Вооружённых сил Монголии впервые в истории примут участие в параде Победы на Красной площади в Москве.
 6 апреля президент Армении Серж Саргсян заявил, что подразделения Вооружённых сил Армении примут участие в параде.
 6 апреля президент Сербии Томислав Николич принял приглашение Министра обороны РФ Сергея Шойгу и подписал Указ об участии военнослужащих Вооружённых сил Сербии в параде на Красной площади.
 Об участии в параде военнослужащих Гренадерского полка Вооружённых сил Индии заявил 14 апреля в своём микроблоге пресс-секретарь Министерства обороны Индии Ситаншу Кар.
 Казахстан на Параде Победы в Москве представят более 70 курсантов Военного института сухопутных войск Республики Казахстан, — заявил 20 апреля замначальника института по воспитательной работе Руслан Абдулинов.
 22 апреля стало известно что Вооружённые силы Кыргызстана на Параде Победы в Москве представят 75 военнослужащих Национальной гвардии Республики Кыргызстан.
 Об участии 9 мая на Параде Победы в Москве подразделений Вооружённых сил Республики Беларусь сообщил 22 апреля министр иностранных дел России Сергей Лавров.
 70 военнослужащих Национальной армии Азербайджана примут участие в параде в Москве по случаю 70-летия Победы в Великой Отечественной войне, сообщили 25 апреля в пресс-службе министерства обороны страны.
 Для участия в военном параде по случаю 70-летия Победы в Великой Отечественной войне в Москву прибыли более 100 военнослужащих, парадный расчёт Вооружённых сил Таджикистана пройдет 9 мая по Красной площади, сообщил 25 апреля официальный представитель таджикского оборонного ведомства Фаридун Махмадалиев.
 26 апреля появились сведения об участии в параде 110 военнослужащих батальона почётного караула Народно-освободительной армии Китая.
Отказались от участия
 1 апреля пресс-секретарь президента Молдовы Влад Цурканум заявил, что подразделения Вооружённых сил Молдовы, которые получили приглашение для участия в параде, в Москву не поедут.

## Гости

Лидеры государств, которые получили приглашение Москвы присутствовать на параде 9 мая в честь Дня Победы в 2015
Приняли Отклонили Не подтвердили участие

По словам министра иностранных дел России Сергея Лаврова, приглашения на торжества были направлены главам 68 иностранных государств, а также руководителям ООН, ЮНЕСКО, Совета Европы и Евросоюза. В торжествах приняли участие:
- Пан Ги Мун — генеральный секретарь Организации Объединённых Наций[46][47]
- Ирина Бокова — генеральный директор ЮНЕСКО[48]
- Роберт Мугабе — президент Зимбабве и председатель Африканского союза[49]
- Ильхам Алиев — президент Азербайджана[50]
- Серж Саргсян — президент Армении[35]
- Босния и Герцеговина:
  - Младен Иванич — председатель Президиума Боснии и Герцеговины[51]
  -  Милорад Додик — президент Республики Сербской Боснии и Герцеговины[52]
- Николас Мадуро — президент Венесуэлы[53]
- Чыонг Тан Шанг — президент Вьетнама[54]
- Абдель Фаттах ас-Сиси — президент Египта[55]
- Пранаб Мукерджи — президент Индии[56]
- Нурсултан Назарбаев — президент Казахстана[57]
- Никос Анастасиадис — президент Кипра[58]
- Си Цзиньпин — председатель КНР[59]
- Ким Ён Нам — председатель Президиума Верховного народного собрания КНДР[60]
- Рауль Кастро — председатель Государственного совета Кубы[61]
- Алмазбек Атамбаев — президент Кыргызстана[62]
- Цахиагийн Элбэгдорж — президент Монголии[63]

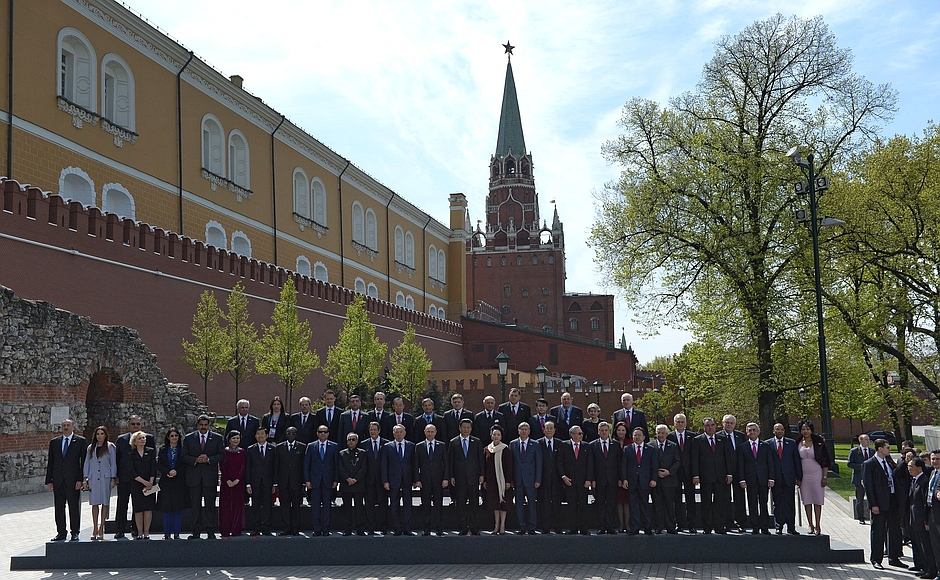
Президент России Владимир Путин с главами государств и правительств, прибывшими в Москву на празднование 70-летия Победы. 9 мая 2015 года

- Томислав Николич — президент Сербии[64]
- Георге Иванов — президент Македонии[65][66]
- Эмомали Рахмон — президент Таджикистана[57]
- Гурбангулы Бердымухамедов — президент Туркменистана[67]
- Джейкоб Зума — президент ЮАР[68]
- Махмуд Аббас — президент частично признанного Государства Палестина[69]
- Рауль Хаджимба — президент частично признанной Республики Абхазия[57]
- Леонид Тибилов — президент частично признанной Республики Южная Осетия[57]

От участия в параде отказались:
- Турбьёрн Ягланд — генеральный секретарь Совета Европы[70]
- Европейский союз:
  - Дональд Туск — председатель Европейского совета[57][71]
  - Жан-Клод Юнкер — председатель Европейской комиссии[72]
  - Мартин Шульц — председатель Европейского парламента[72]
- Питер Косгроув — генерал-губернатор Австралии[73]
- Хайнц Фишер — федеральный президент Австрии[74]
- Буяр Нишани — президент Албании[75]
- Александр Лукашенко — президент Беларуси[76]
- Росен Плевнелиев — президент Болгарии[77]
- Дилма Русеф — президент Бразилии[78]
- Дэвид Кэмерон — премьер-министр Великобритании[79]
- Янош Адер — президент Венгрии[80]
- Ангела Меркель — федеральный канцлер Германии[57][81]
- Алексис Ципрас — премьер-министр Греции[82]
- Георгий Маргвелашвили — президент Грузии[57][83]
- Хелле Торнинг-Шмитт — Премьер-министр Дании[84]
- Израиль:
  - Реувен Ривлин — президент Израиля[57]
  - Биньямин Нетаньяху — премьер-министр Израиля[85]
- Оулавюр Рагнар Гримссон — президент Исландии[57]
- Мариано Рахой — председатель правительства Испании[86]
- Маттео Ренци — председатель Совета министров Италии[87]
- Пак Кын Хе — президент Республики Корея[88]
- Ким Чен Ын — высший руководитель, лидер партии, армии и народа КНДР[89]
- Андрис Берзиньш — президент Латвии[57]
- Даля Грибаускайте — президент Литвы[57]
- Николае Тимофти — президент Молдовы[44][57]
- Марк Рютте — премьер-министр Нидерландов[90]
- Эрна Сульберг — премьер-министр Норвегии[91]
- Польша:
  - Бронислав Коморовский — президент Польши[57]
  - Эва Копач — премьер-министр Польши[92]
- Клаус Йоханнис — президент Румынии[57]
- Словакия:
  - Андрей Киска — президент Словакии[93]
  - Роберт Фицо — премьер-министр Словакии[Комм 2][96]
- Борут Пахор — президент Словении[97]
- Барак Обама — президент США[57]
- Реджеп Тайип Эрдоган — президент Турции[98]
- Ислам Каримов — президент Узбекистана[99]
- Представители Украины[100]
- Саули Нийнистё — президент Финляндии[101]
- Франсуа Олланд — президент Франции[102]
- Колинда Грабар-Китарович — президент Хорватии[103]
- Филип Вуянович — президент Черногории[104]
- Милош Земан — президент Чехии[Комм 3]
- Стефан Лёвен — премьер-министр Швеции[97]
- Тоомас Ильвес — президент Эстонии[57]
- Синдзо Абэ — премьер-министр Японии[57]

## Ход парада

### Начало

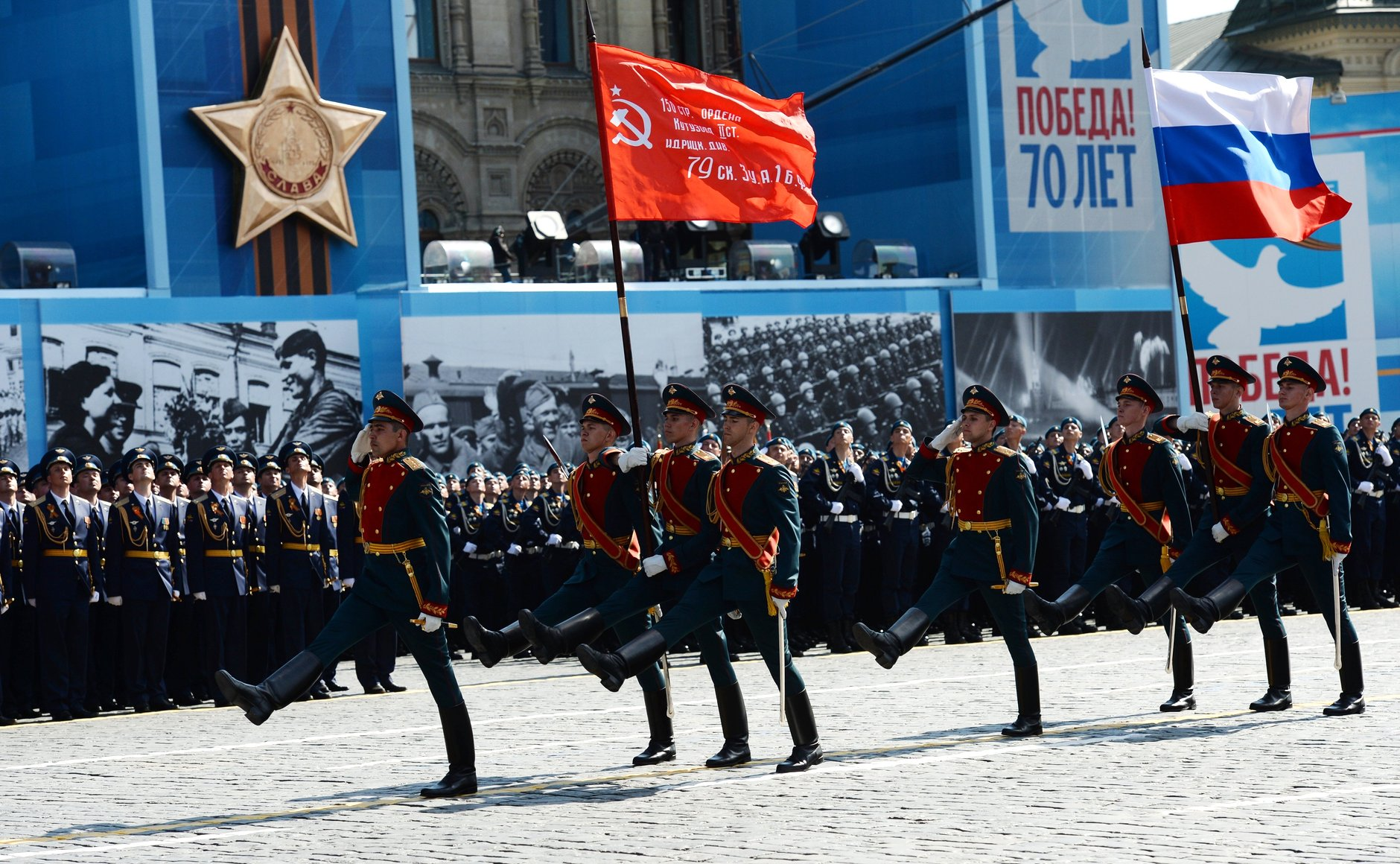
Вынос знамён

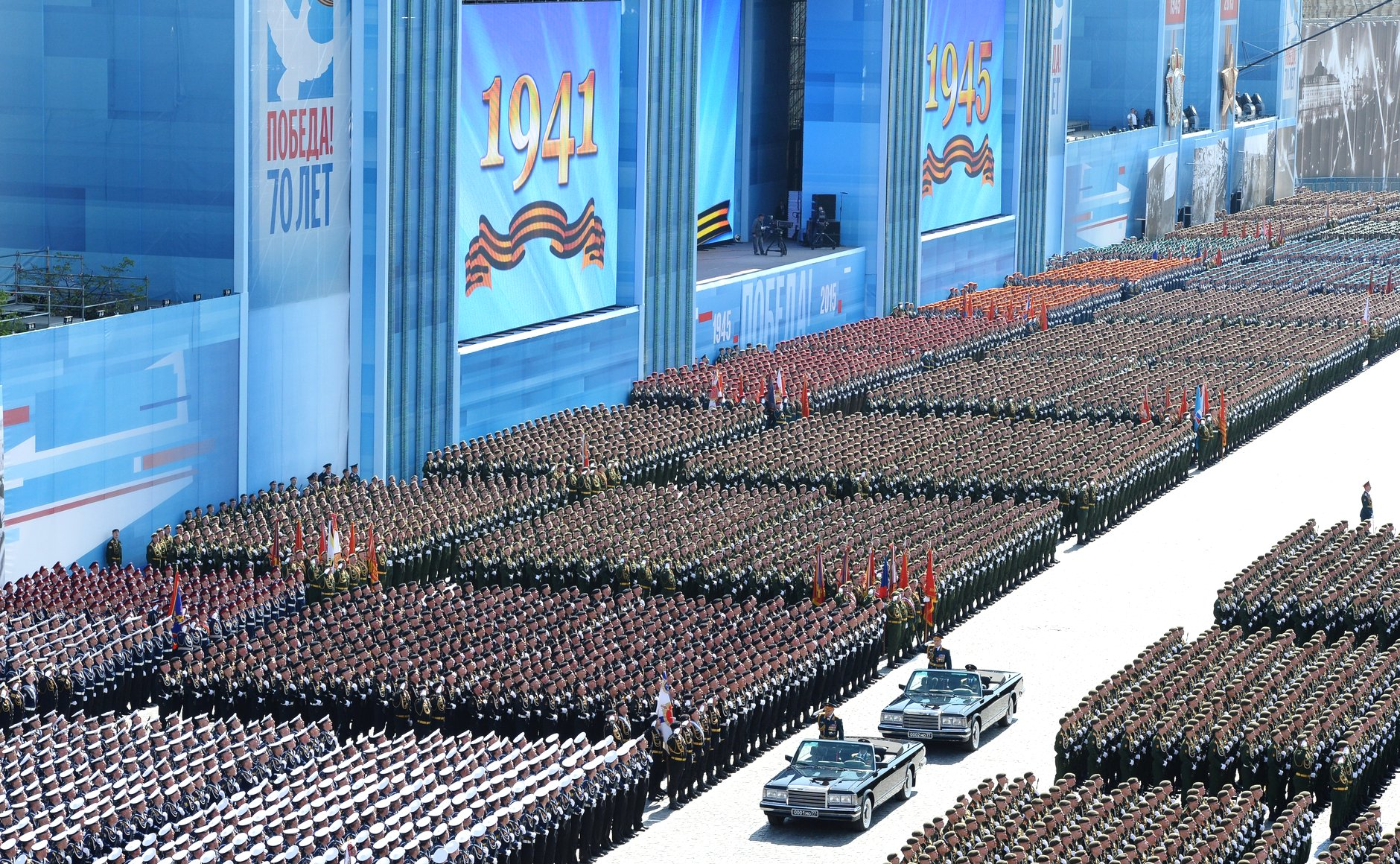
Торжественный объезд войск

Принимал парад министр обороны Сергей Шойгу. Командовал парадом главнокомандующий Сухопутными войсками генерал-полковник Олег Салюков. Парад по традиции начался ровно в 10:00 по московскому времени (UTC+3) с торжественного выноса Государственного флага Российской федерации и Знамени Победы. После выноса знамени Сергей Шойгу и Олег Салюков на автомобилях ЗИЛ-41041 АМГ совершили торжественный объезд войск. В 10:13 Сергей Шойгу доложил Президенту Российской Федерации, Верховному главнокомандующему Вооружёнными силами Российской Федерации Владимиру Путину о готовности войск к параду, после этого Владимир Путин выступил с речью, и впервые на Параде Победы объявил минуту молчания, чтобы почтить память всех погибших в Великой Отечественной войне. Владимир Путин впервые объявил минуту молчания лично (с 1965 года минута молчания объявлялась 9 мая по всей стране в 19:00 по московскому времени).

### Пешая часть

#### Историческая часть
1. Рота барабанщиков Московского военно-музыкального училища[106];
2. Знаменные группы со Знаменем Победы, Государственным флагом Российской Федерации и Знаменем Вооружённых сил Российской Федерации, в сопровождении штандартов 10 фронтов заключительного этапа Великой Отечественной войны. Знаменная рота проносит 45 боевых знамён прославленных соединений и наиболее отличившихся воинских частей[106]. Впервые в истории Знамя Победы было вынесено перед Государственным флагом России[источник не указан 2630 дней][107];
3. Роты почётного караула трёх видов вооружённых сил: сухопутных войск, военно-воздушных сил, военно-морского флота;
4. Роты пехотинцев, лётчиков, моряков, сапёров, разведчиков и ополченцев, одетых в форму времён Великой Отечественной войны[4];
5. Сводная рота Кубанского казачьего войска в форме казаков времён Великой Отечественной войны;
6. Кавалерийский почётный эскорт Президентского полка службы коменданта Московского Кремля Федеральной службы охраны Российской Федерации в форме кавалеристов времён войны[4].

#### Иностранные войска

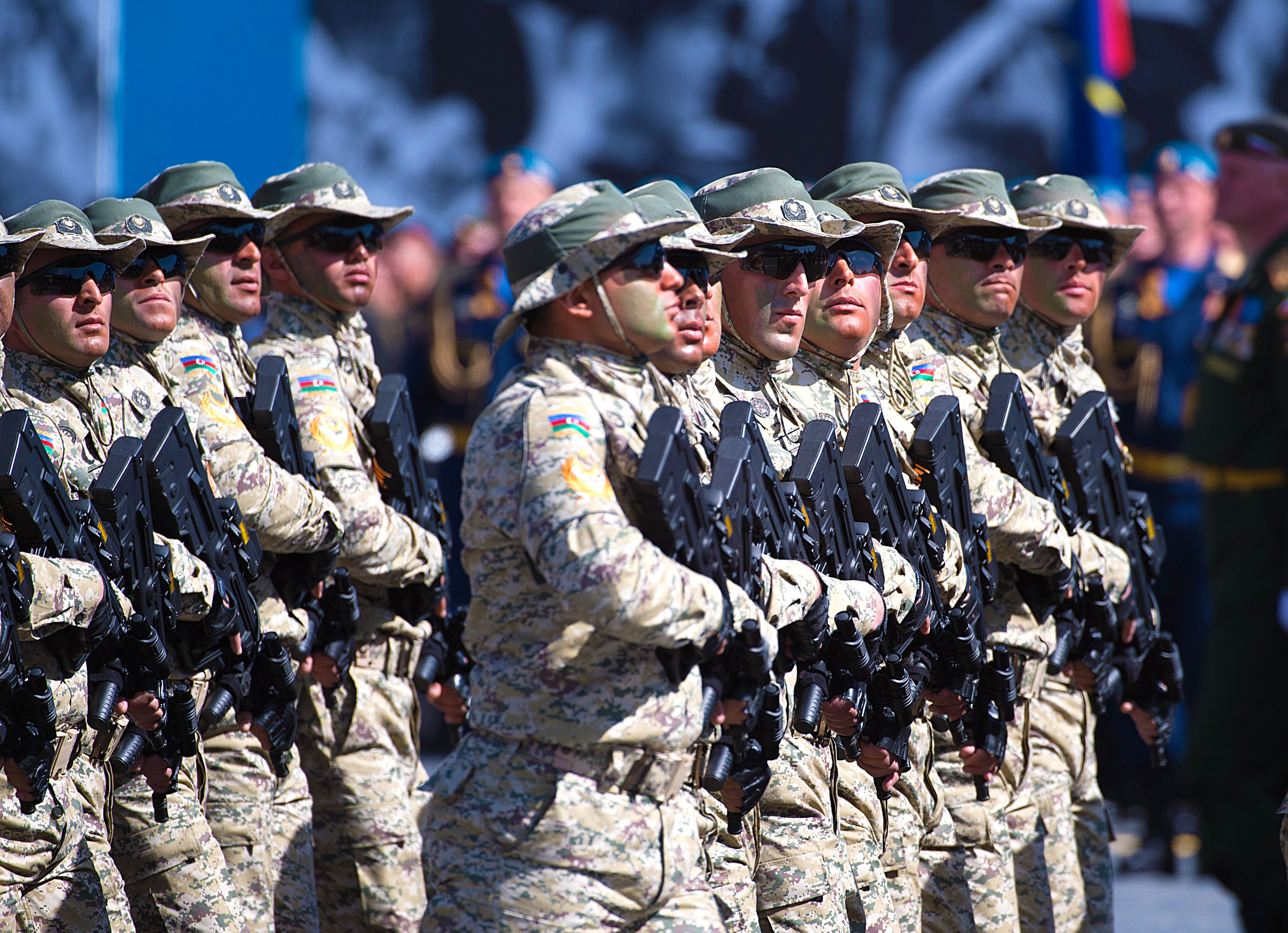
Военнослужащие ВС Азербайджана

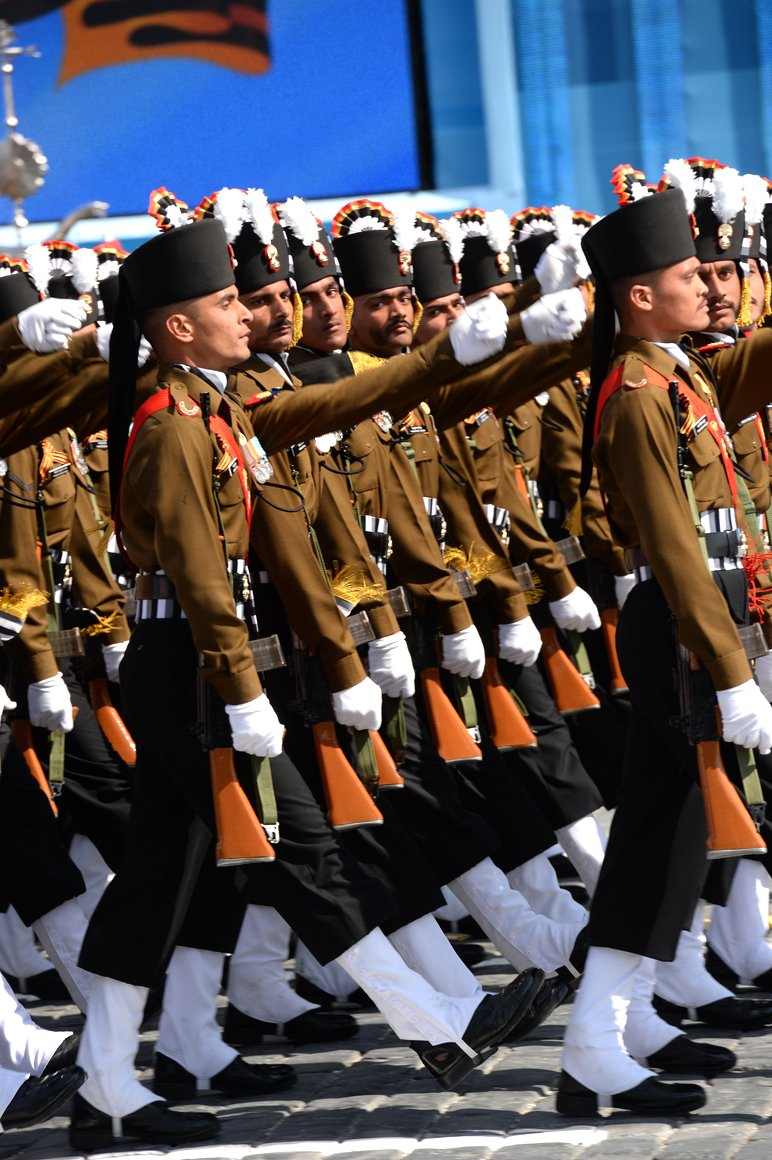
Военнослужащие гренадерского полка Вооружённых сил Индии

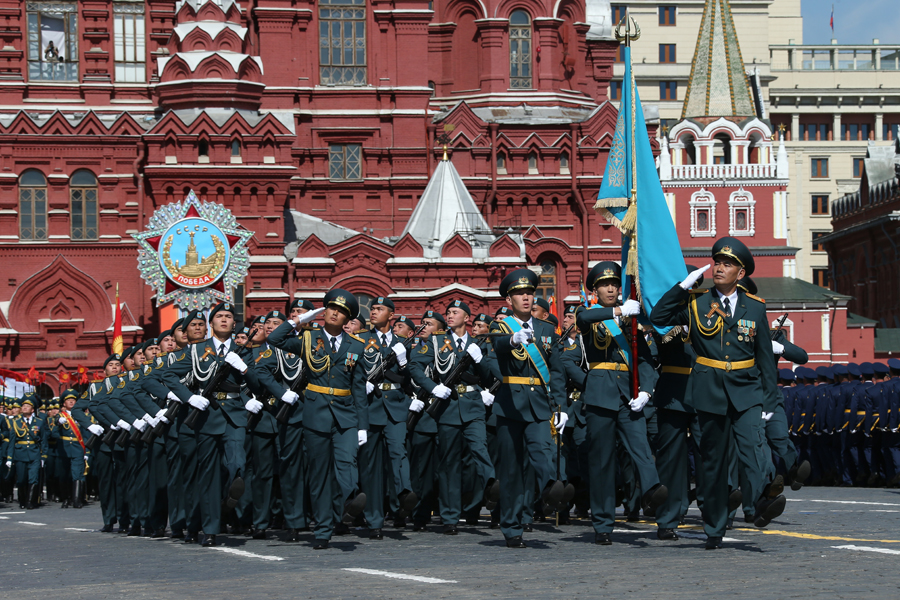
Курсанты Военного института сухопутных войск ВС Республики Казахстан

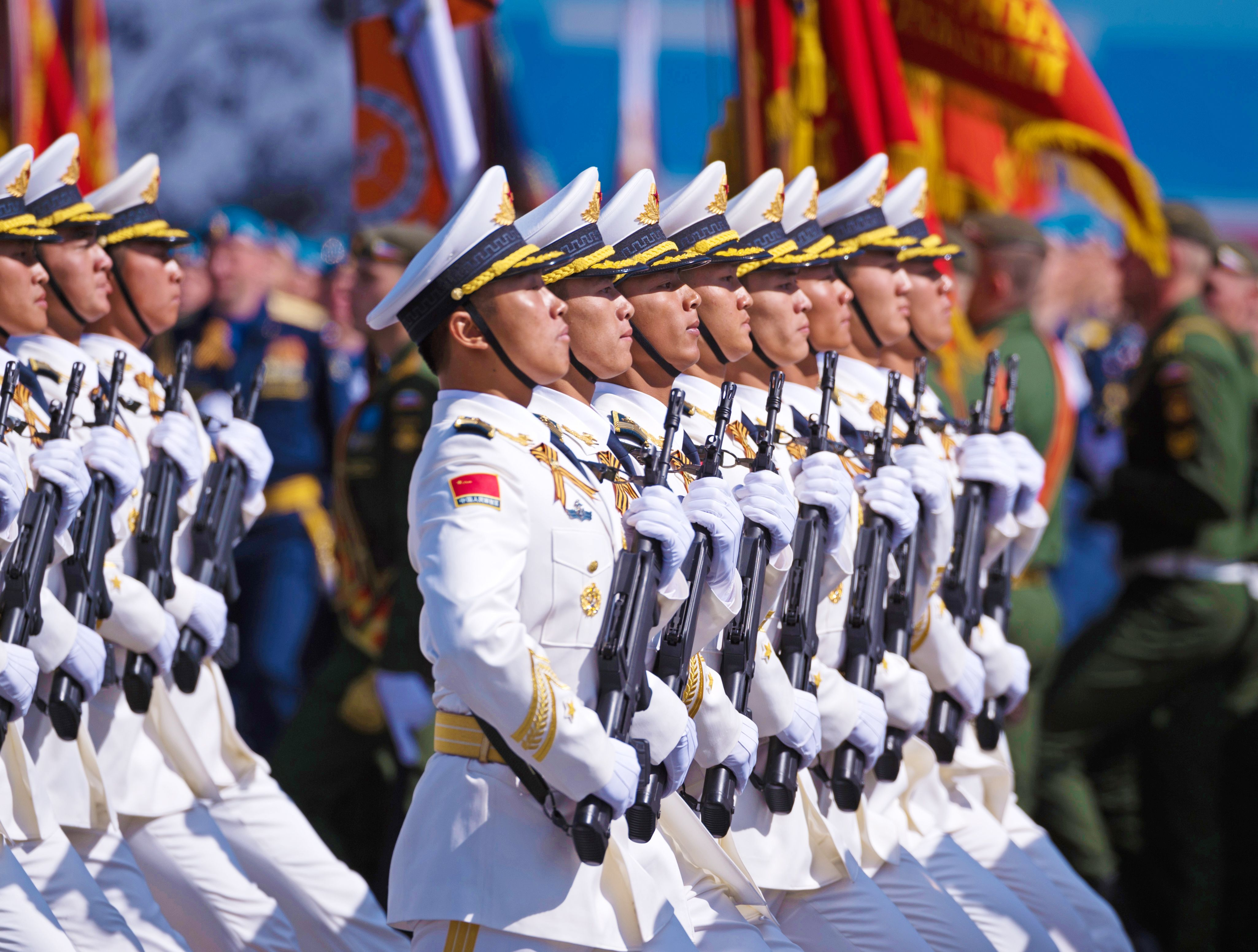
Военнослужащие почётного караула ВМС НОАК

1. Парадный расчёт Вооружённых сил Азербайджанской республики;
2. Парадный расчёт отдельного полка охраны Вооружённых сил Республики Армении;
3. Парадный расчёт 5-й отдельной бригады специального назначения Вооружённых сил Республики Беларусь;
4. Курсанты военного института сухопутных войск Вооружённых сил Республики Казахстан;
5. Парадный расчёт Национальной гвардии Кыргызской Республики;
6. Военнослужащие Военного института Министерства обороны Республики Таджикистан;
7. Военнослужащие гренадерского полка Вооружённых сил Индии;
8. Подразделение полка государственного почётного караула Вооружённых сил Монголии;
9. Подразделение Гвардии Сербии;
10. Подразделения почётного караула сухопутных, военно-морских и военно-воздушных сил Народно-освободительной армии Китая;

#### Современная часть
1. Московское суворовское военное училище[4]
2. Тверское суворовское военное училище[4]
3. Московский пансион государственных воспитанниц[4]
4. Нахимовское военно-морское училище[4]
5. Кронштадтский морской кадетский корпус[4]
6. Аксайский кадетский казачий корпус[4]

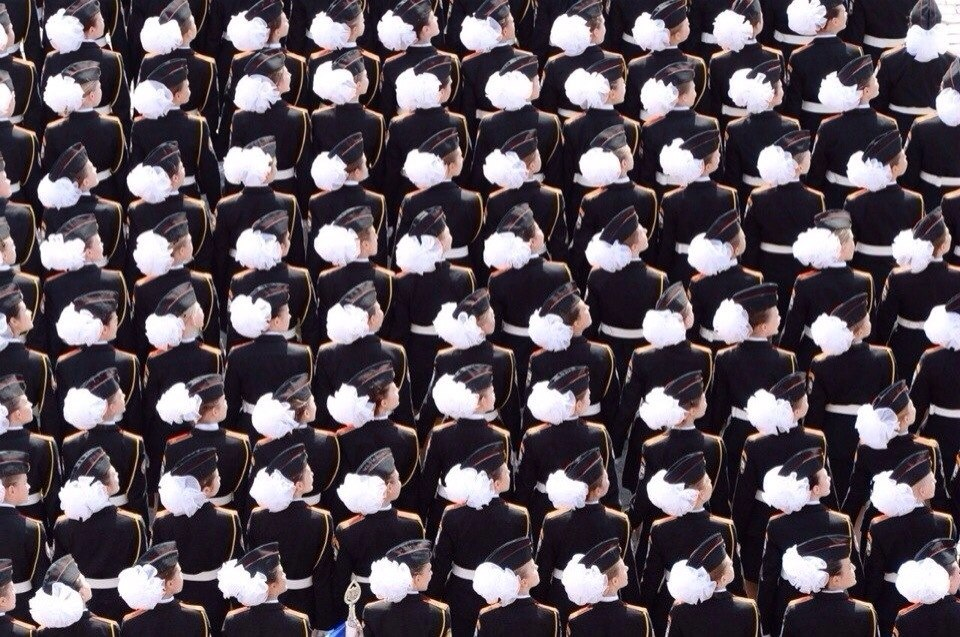
Белые банты МПГВ КШИ 9 на Параде Победы 9 мая 2015 г.

##### Сводный полк Сухопутных Войск
1. ВУНЦ Сухопутных войск «Общевойсковая академия»[108]
2. Военный университет Министерства обороны Российской Федерации[108]
3. Военная академия материально-технического обеспечения имени генерала армии А. В. Хрулёва[108]

##### Сводный полк Военно-Воздушных Сил
1. ВУНЦ Военно-воздушных сил «Военно-воздушная академия имени профессора Н. Е. Жуковского и Ю. А. Гагарина»[108]

##### Сводный полк Военно-Морского Флота
1. Балтийский военно-морской институт имени Ф. Ф. Ушакова[108]
2. Тихоокеанский военно-морской институт имени С. О. Макарова[108]
3. Черноморское высшее военно-морское училище имени П. С. Нахимова[108]
4. 336-гвардейская Белостокская бригада морской пехоты Балтийского флота[108]

##### Сводный полк РВСН
1. Военная академия ракетных войск стратегического назначения им. Петра Великого (филиал в г. Серпухове)[108]

##### Сводный полк войск ВКО
1. Военно-космическая академия имени А. Ф. Можайского[108]
2. Ярославское высшее военное училище ПВО[108]

##### Сводный полк Воздушно-десантных войск
1. Рязанское высшее воздушно-десантное командное училище имени генерала армии Маргелова[109]
2. 331-й гвардейский парашютно-десантный полк 98-й гвардейской воздушно-десантной дивизии[109]
3. 217-й гвардейский парашютно-десантный полк 98-й гвардейской воздушно-десантной дивизии[109]

##### Батальон войск РХБЗ
1. Военная академия радиационной, химической, бактериологической защиты и инженерных войск
2. 1-я мобильная Мозырская бригада РХБЗ (ЗАТО Шиханы, Саратовская область)

##### Сводный полк железнодорожных войск
1. 34-я отдельная железнодорожная бригада (Рязань)[109]
2. 38-я отдельная железнодорожная бригада (Ярославль)[109]

##### Батальоны силовых ведомств и министерств
1. Академия гражданской защиты МЧС России[109]
2. Отдельная дивизия оперативного назначения ВВ МВД России[109]
3. Московский пограничный институт ФСБ России[109]

##### Парадные расчеты Западного военного округа
1. 2-я гвардейская Таманская мотострелковая дивизия[109]

##### Отдельные парадные расчеты
1. Военный инженерно-технический университет[109]
2. Вольский высший военный институт материального обеспечения[109]
3. Московское высшее военное командное училище[110]
4. Сводный военный оркестр

### Техника
Всего в параде приняло участие 194 единицы боевой техники времён Великой Отечественной войны и современных образцов вооружения.

#### Историческая часть
- Т-34-85 (7 ед.) — советский средний танк периода Великой Отечественной войны;
- СУ-100 (7 ед.) — советская самоходно-артиллерийская установка периода Великой Отечественной войны.

#### Современное вооружение
- «Тигр» (10 ед.) — многоцелевой бронеавтомобиль повышенной проходимости;
- «Корнет-Д1» (7 ед.) — самоходный противотанковый комплекс на шасси автомобиля «Тигр»;
- БТР-82А — модифицированный советский бронетранспортёр. БТР проходил между различными видами техники, всего в параде использовалось 19 единиц;
- «Тайфун-К», «Тайфун-У» (9 + 9 ед.) — бронеавтомобили повышенной защищённости семейства «Тайфун»;
- БМД-4М (10 ед.) — боевая гусеничная плавающая машина;
- БТР-МД «Ракушка» (10 ед.) — десантируемый бронетранспортёр;
- «Б-10» (10 ед.) — БТР на средней гусеничной платформе «Курганец-25»;
- «Б-11» (10 ед.) — БМП на средней гусеничной платформе «Курганец-25»;
- Т-15 (10 ед.) — боевая машина пехоты на тяжёлой гусеничной платформе «Армата»;
- Т-90А (10 ед.) — российский основной боевой танк;
- Т-14 (10 ед.) — новейший российский основной боевой танк на гусеничной платформе «Армата»;
- 2С19 «Мста-С» (8 ед.) — 152-мм самоходная артиллерийская установка;
- 2С35 «Коалиция-СВ» (8 ед.) — 152-мм самоходная артиллерийская установка;
- «Искандер-М» (8 ед.) — оперативно-тактический ракетный комплекс;
- Тор М2У (10 ед.) — самоходный всепогодный тактический зенитный ракетный комплекс;
- Бук-М2 (8 ед.) — самоходный зенитный ракетный комплекс ПВО СВ средней дальности;
- Панцирь-С1 (8 ед.) — самоходный зенитный ракетно-пушечный комплекс наземного базирования;
- С-400 «Триумф» (8 ед.) — зенитная ракетная система большой и средней дальности;
- РС-24 «Ярс» (3 ед.) — твердотопливная межконтинентальная баллистическая ракета мобильного и шахтного базирования с разделяющейся головной частью;
- К-17 (3 ед.) — боевая машина пехоты на унифицированной колёсной платформе «Бумеранг».

#### Галерея

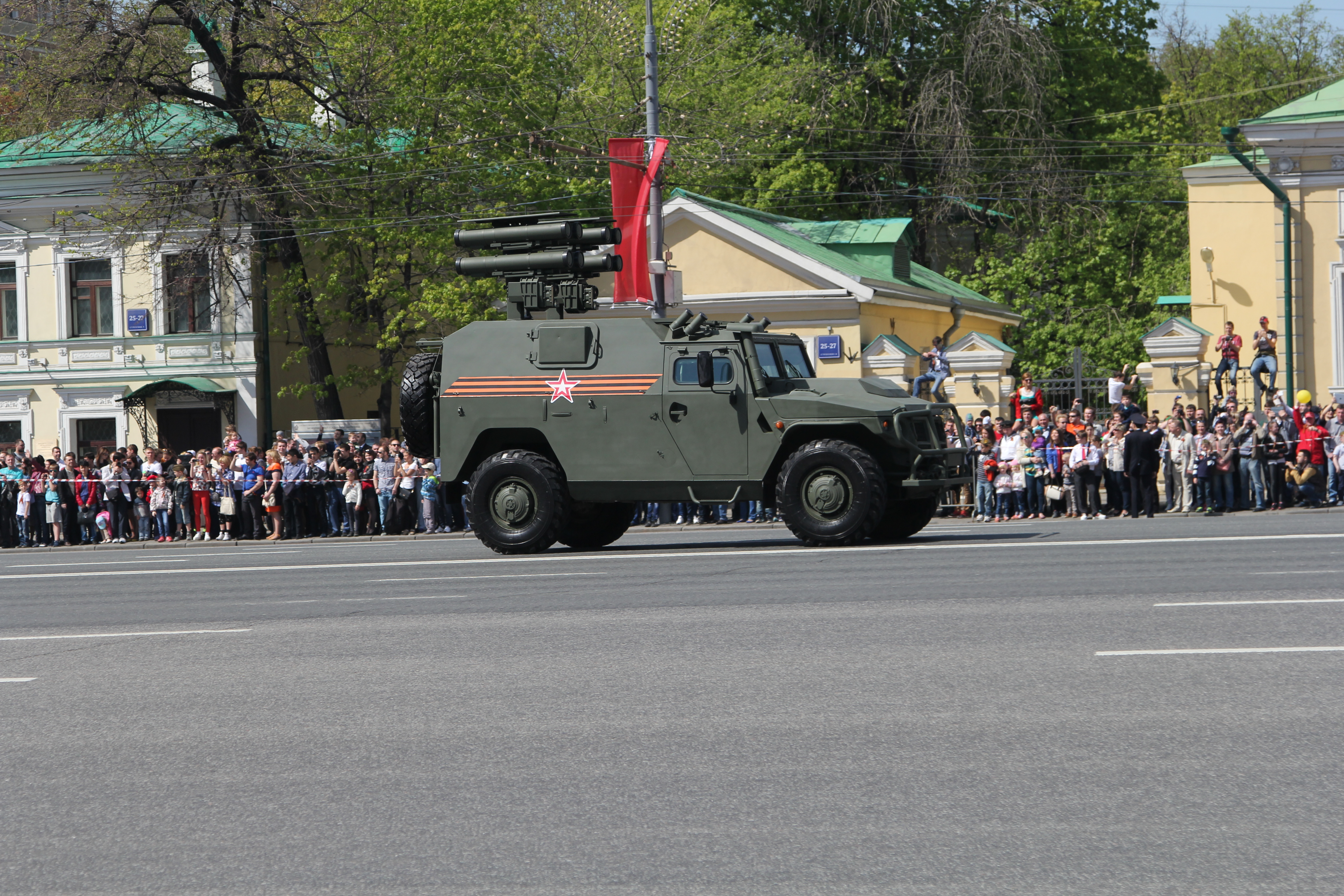
Корнет-Д1
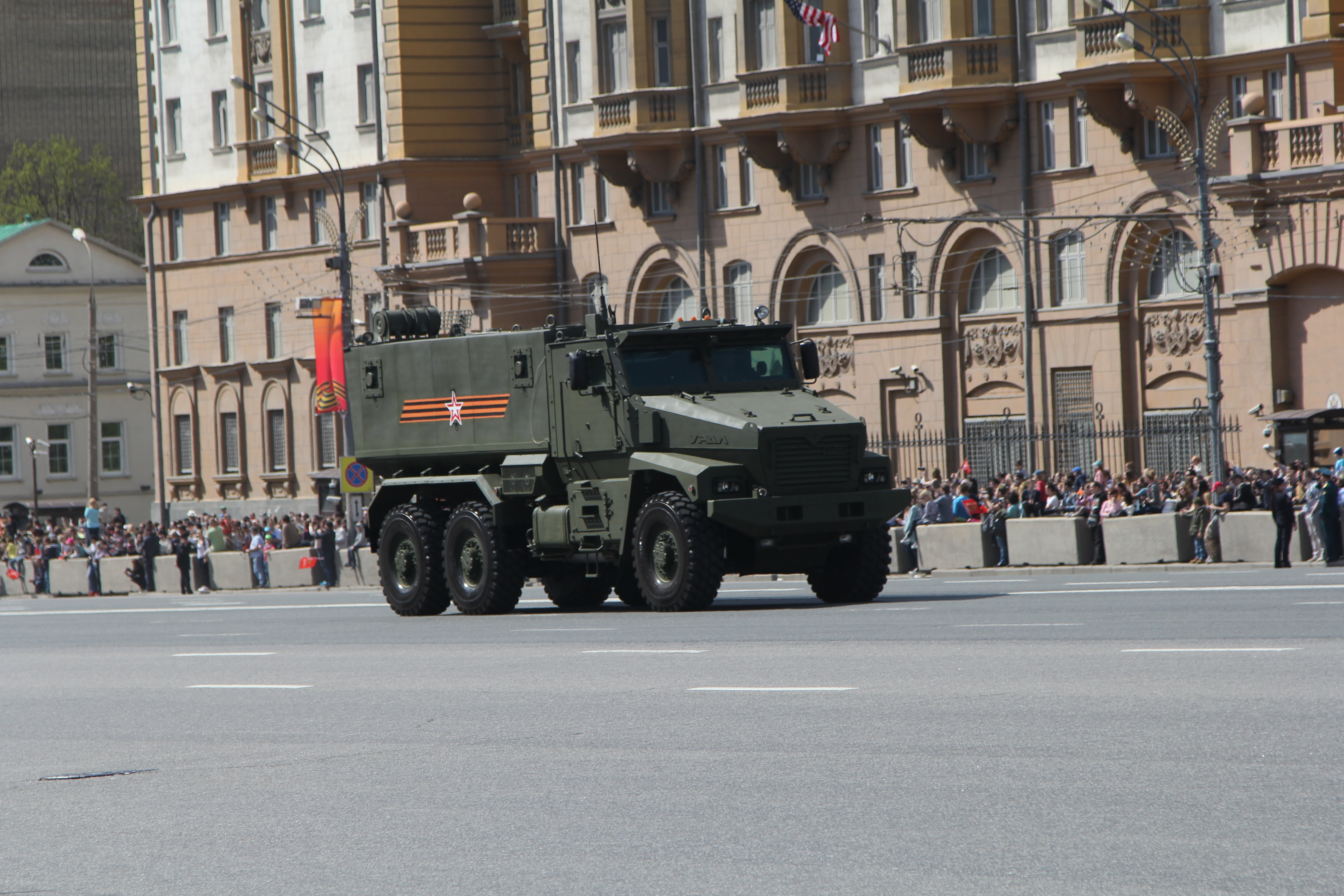
«Тайфун У»
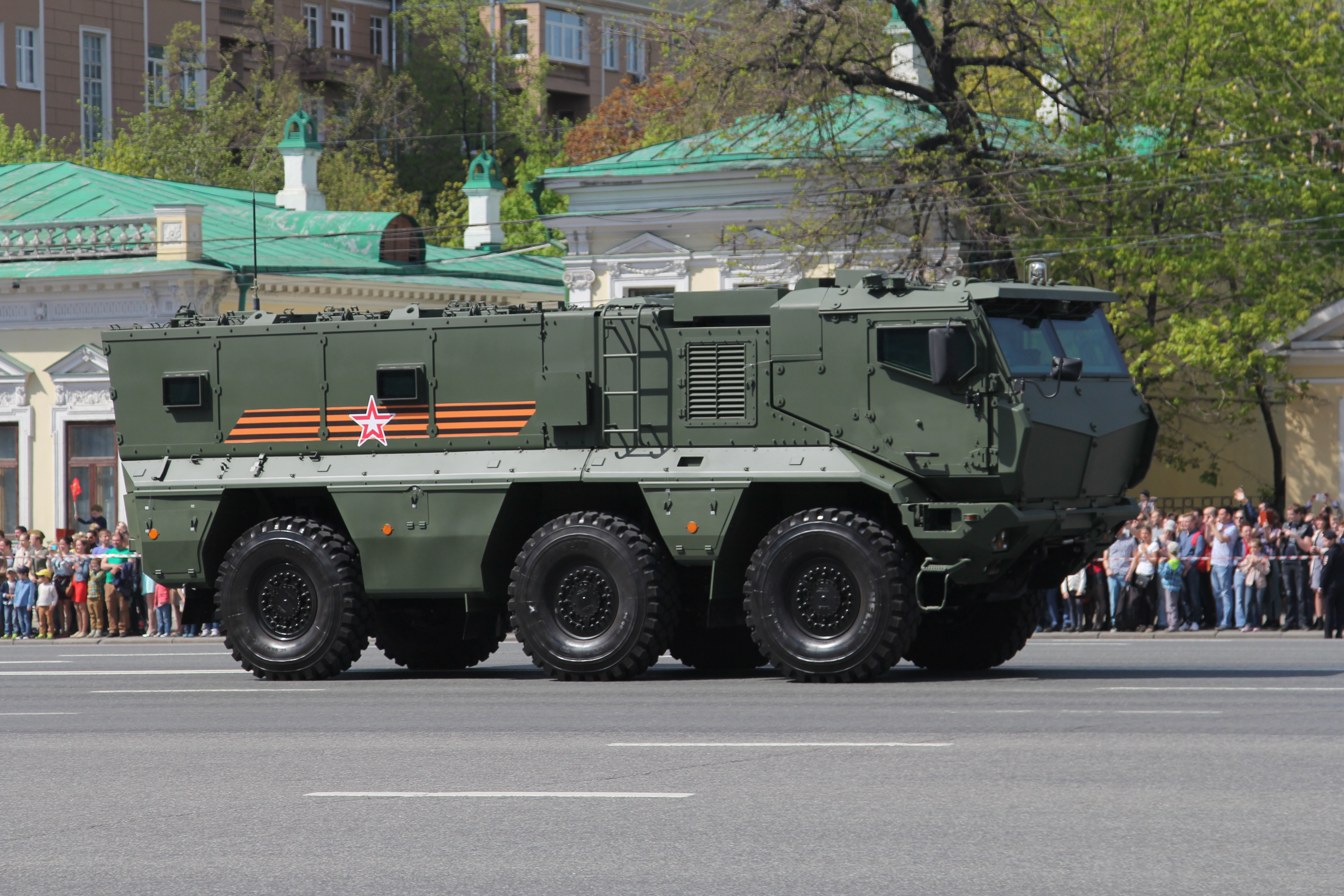
«Тайфун К»
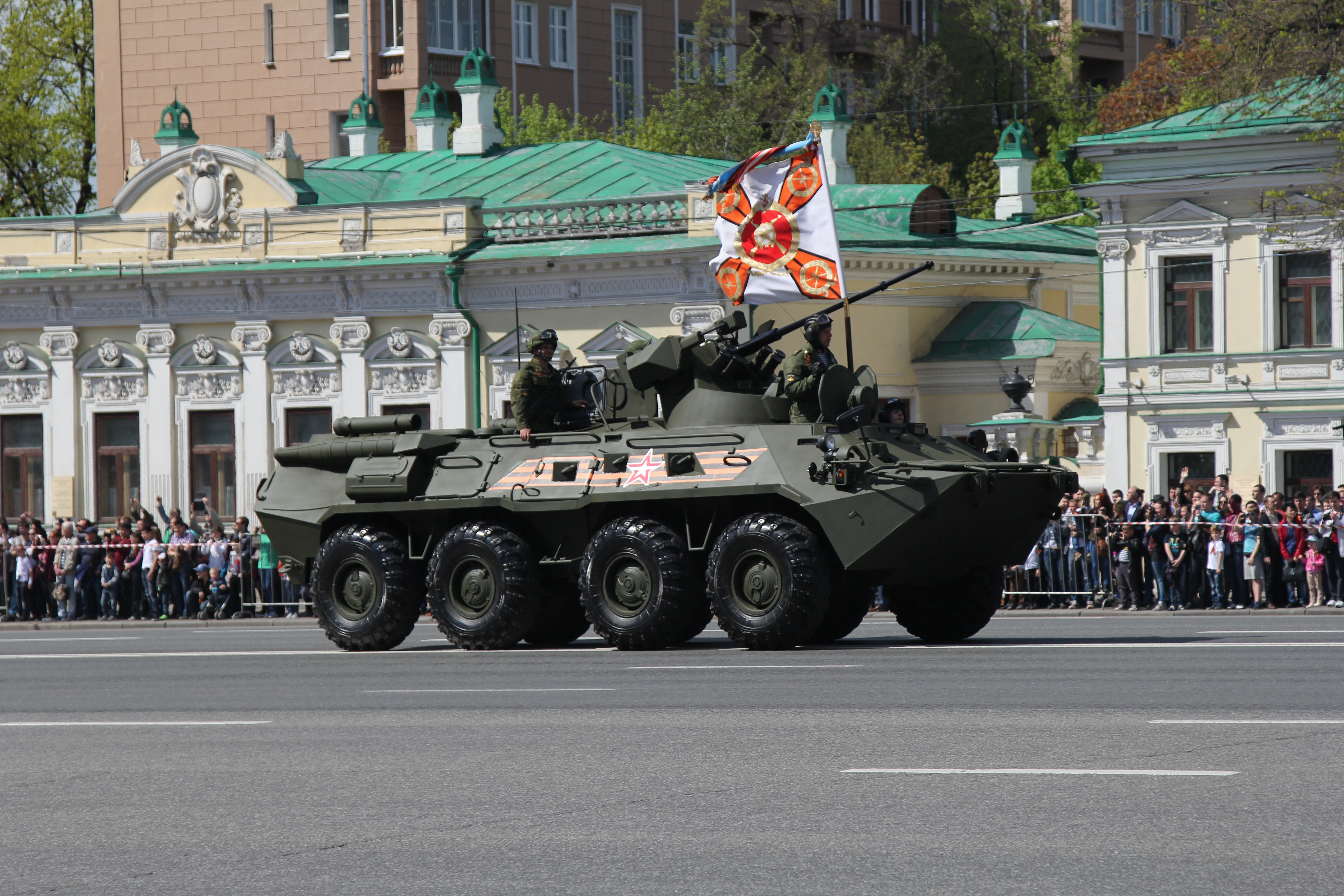
БТР-82А
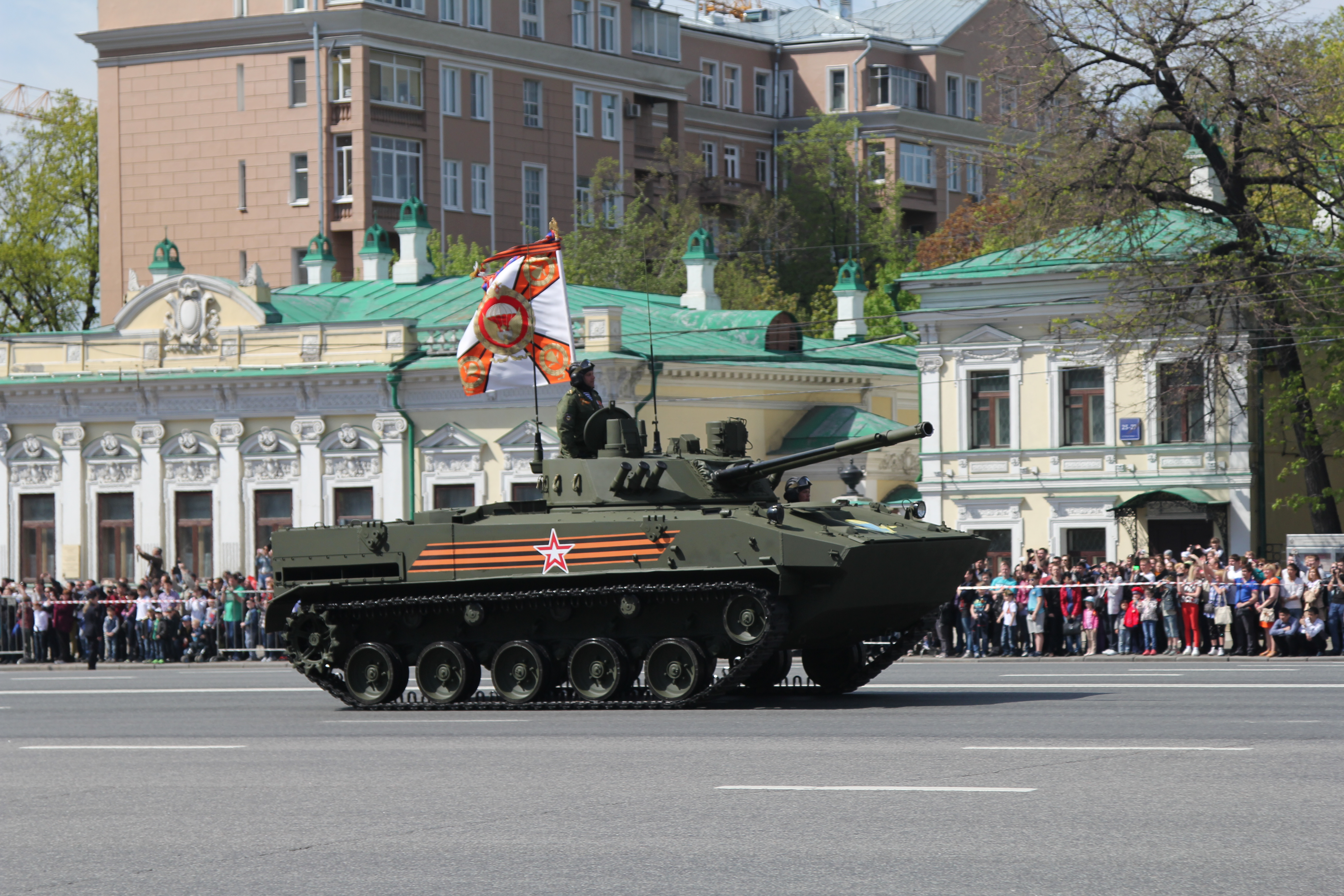
БМД-4М
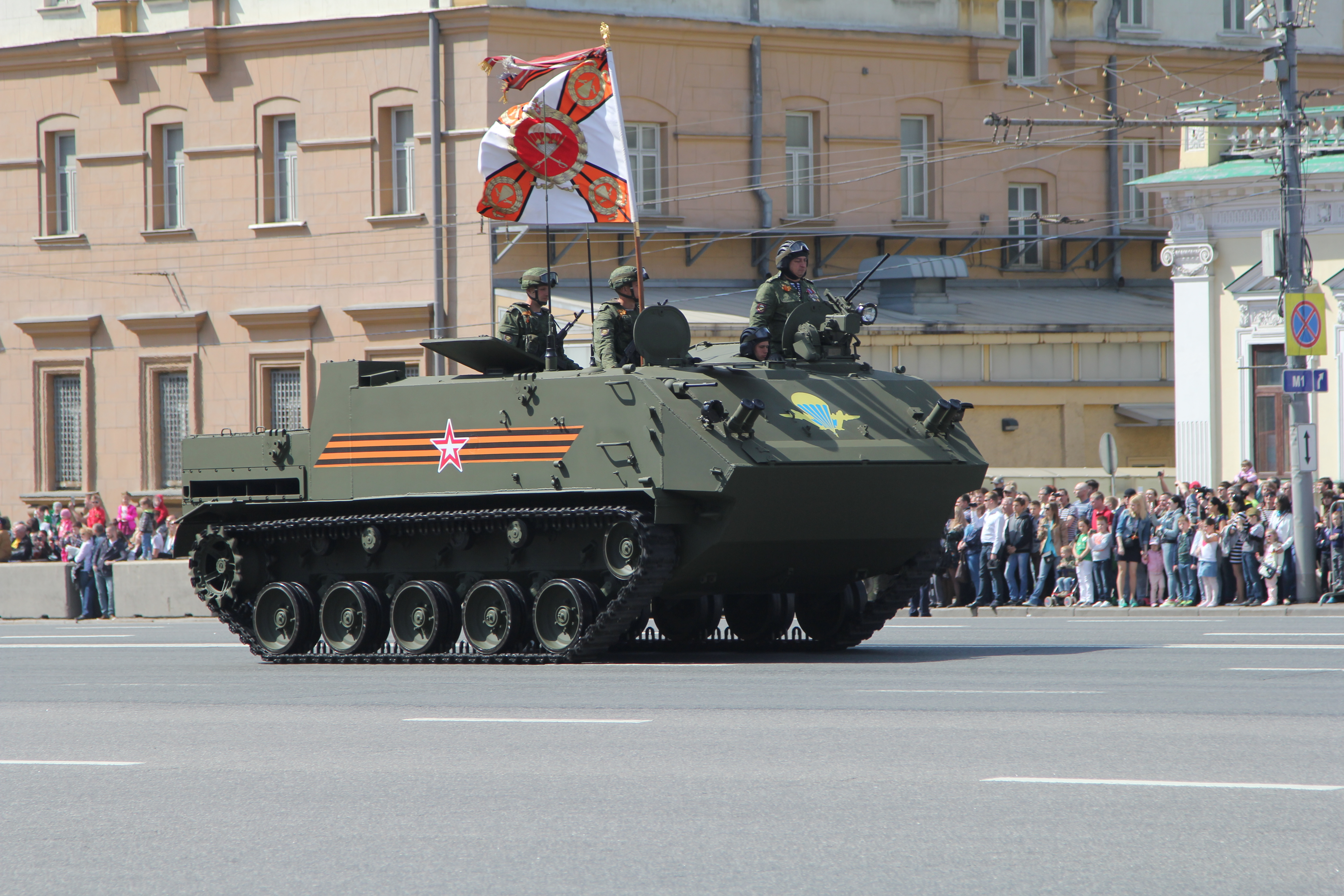
БТР-МД «Ракушка»
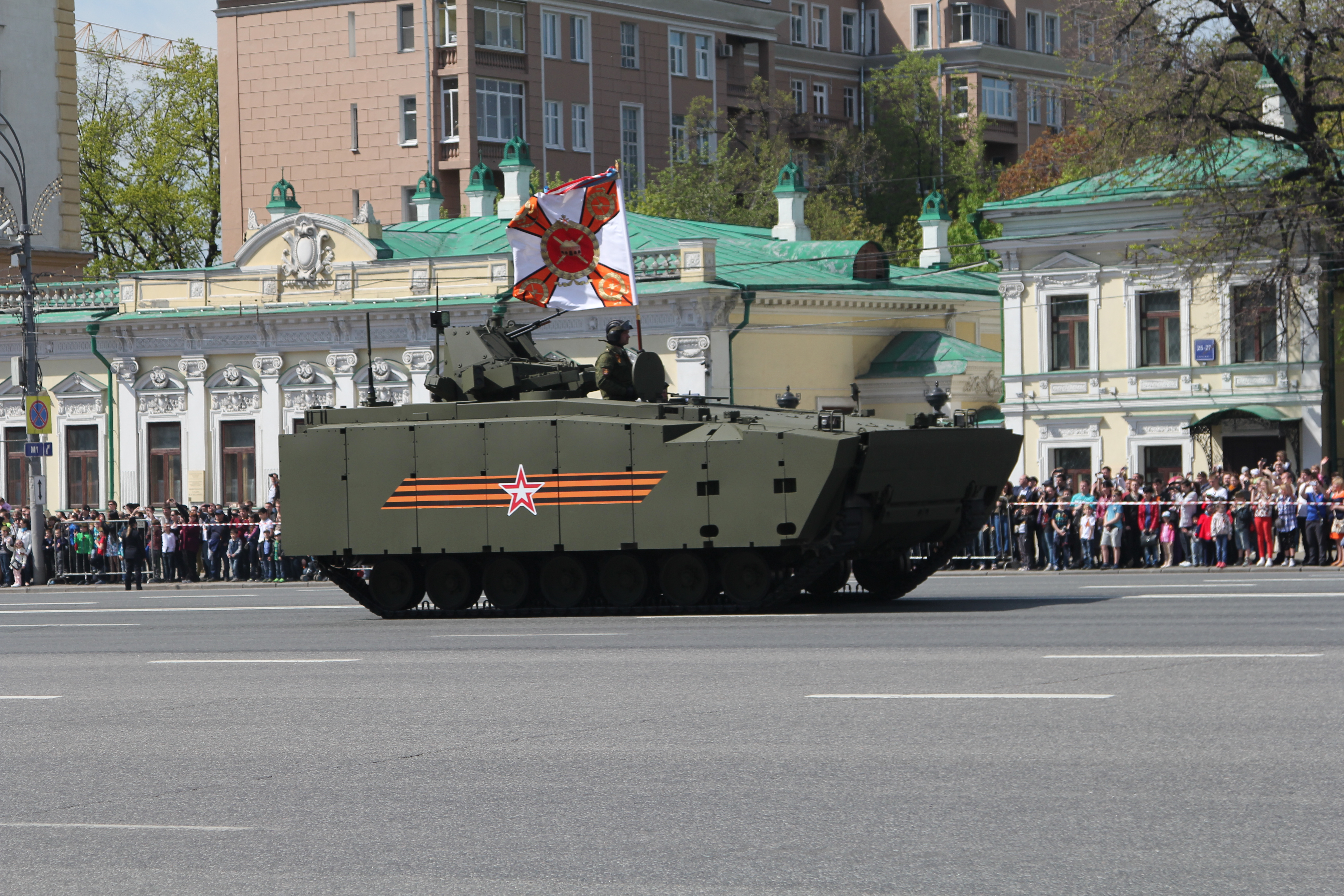
БТР Б-10
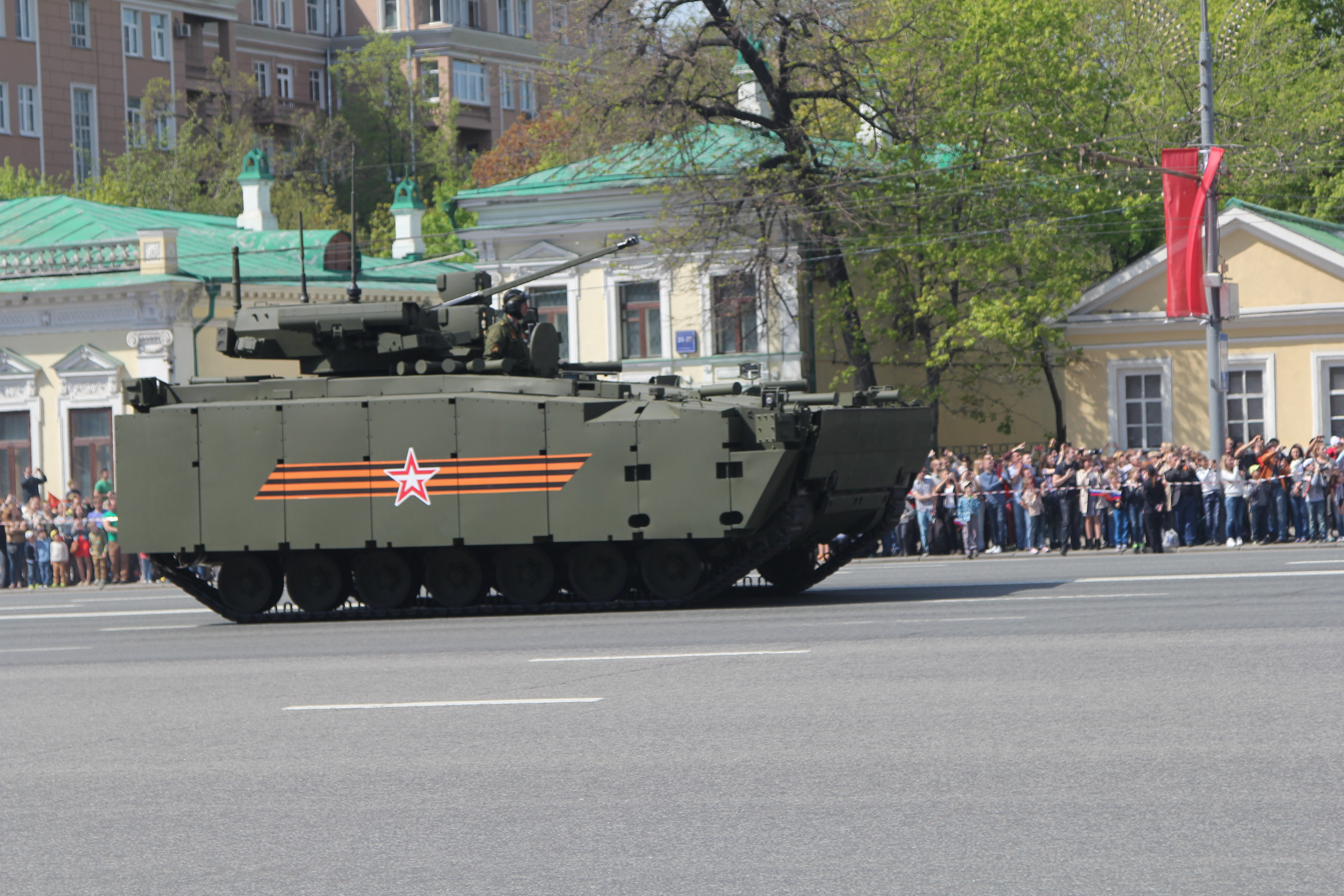
БМП Б-11
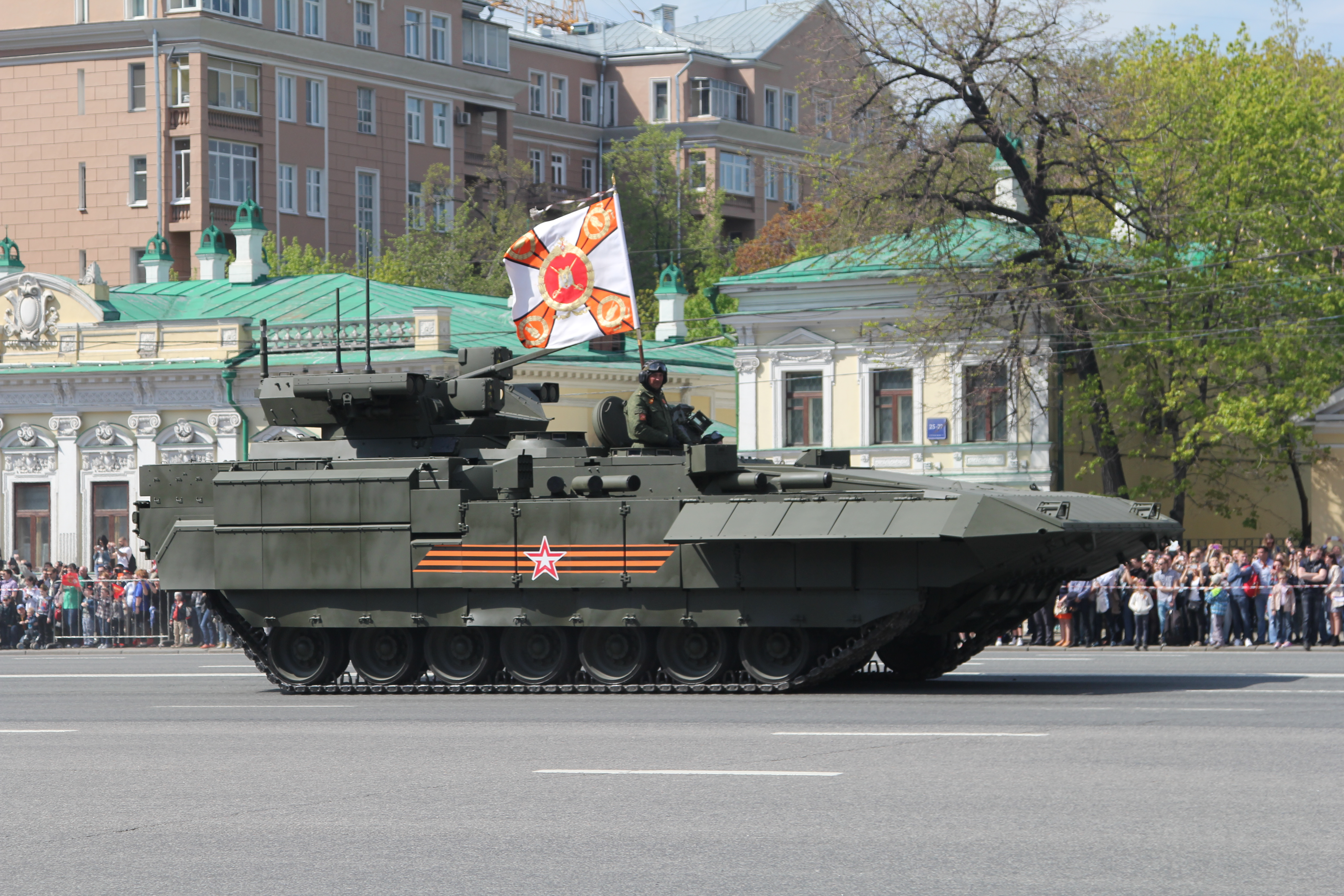
БМП Т-15
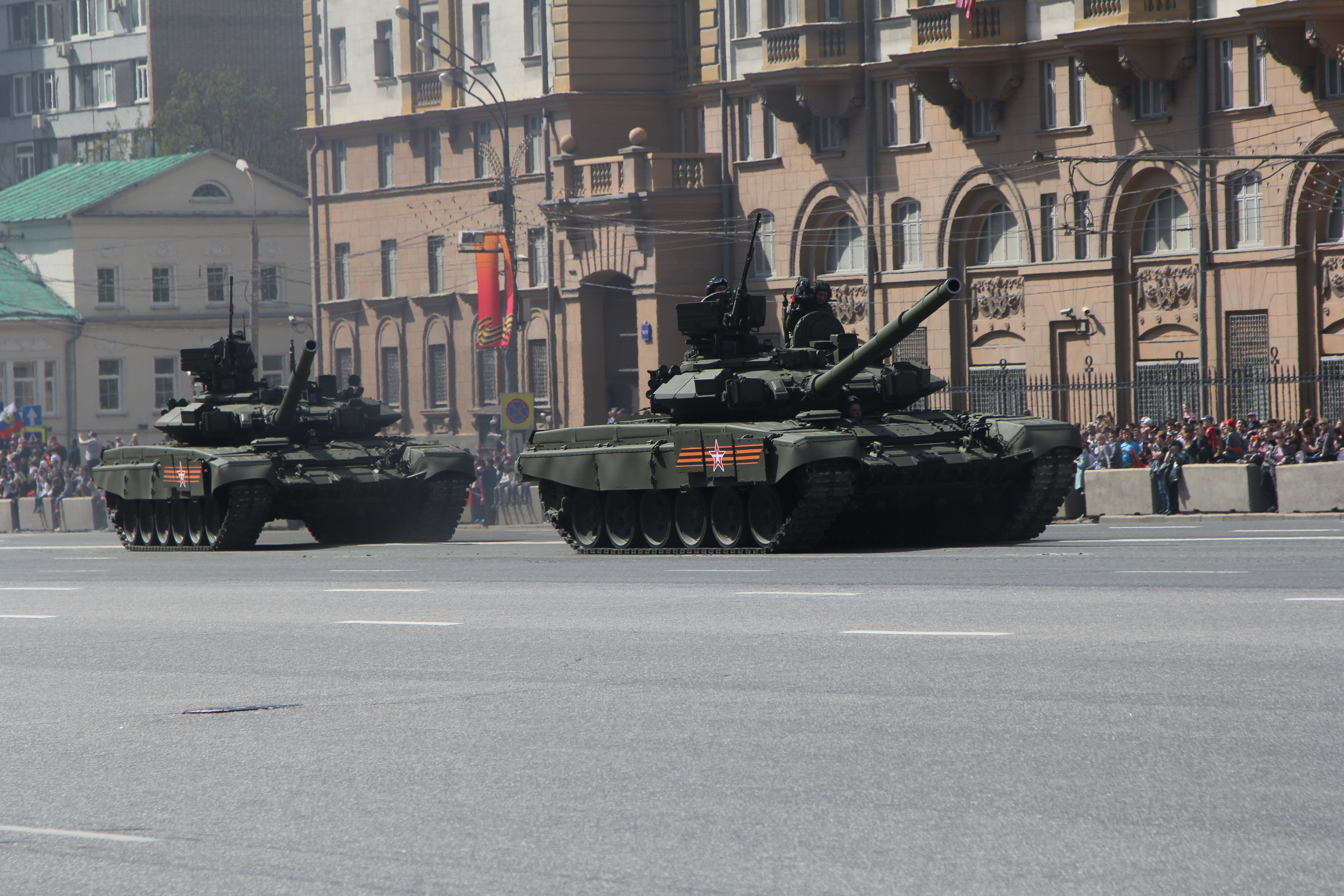
Танки Т-90А
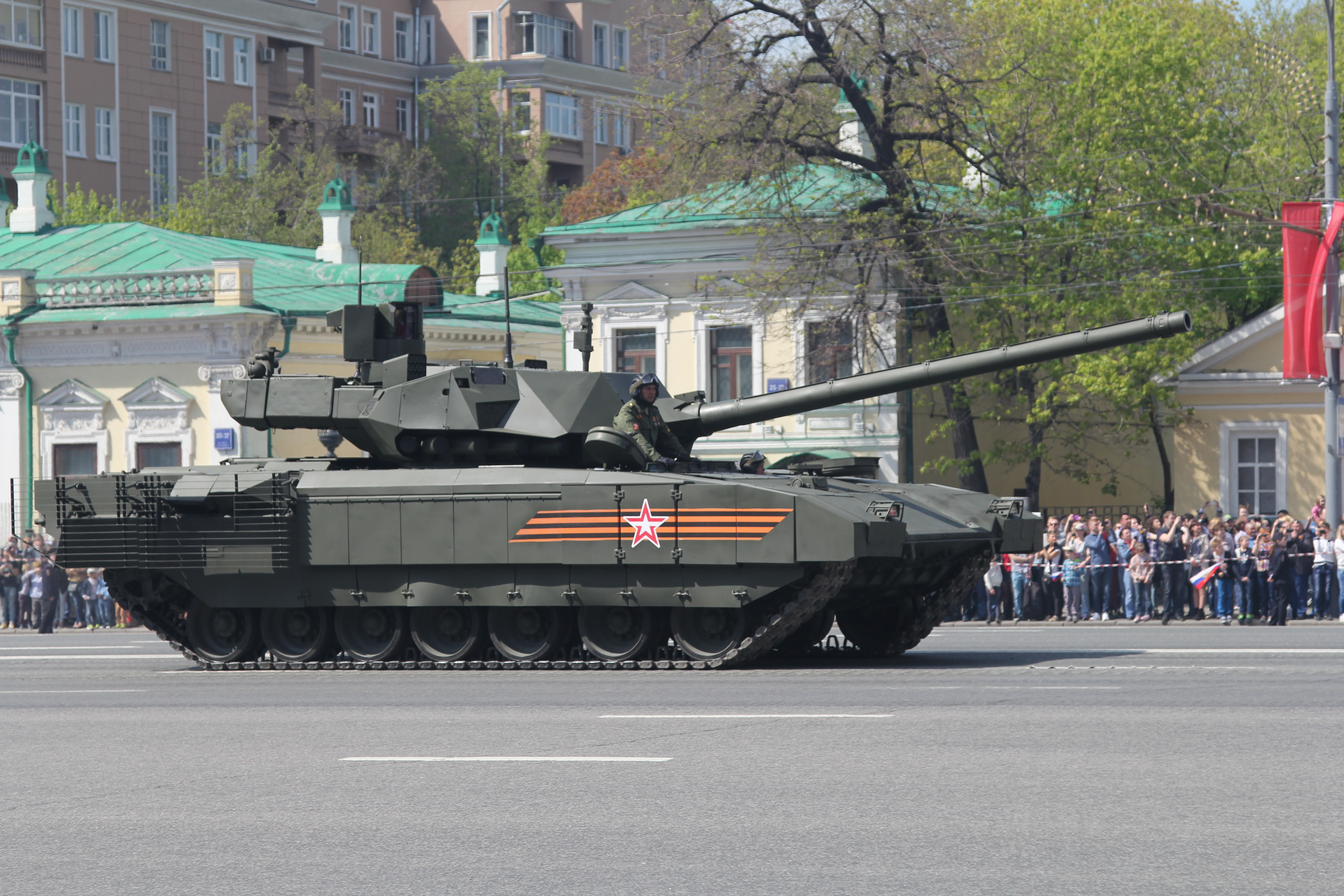
Танк Т-14
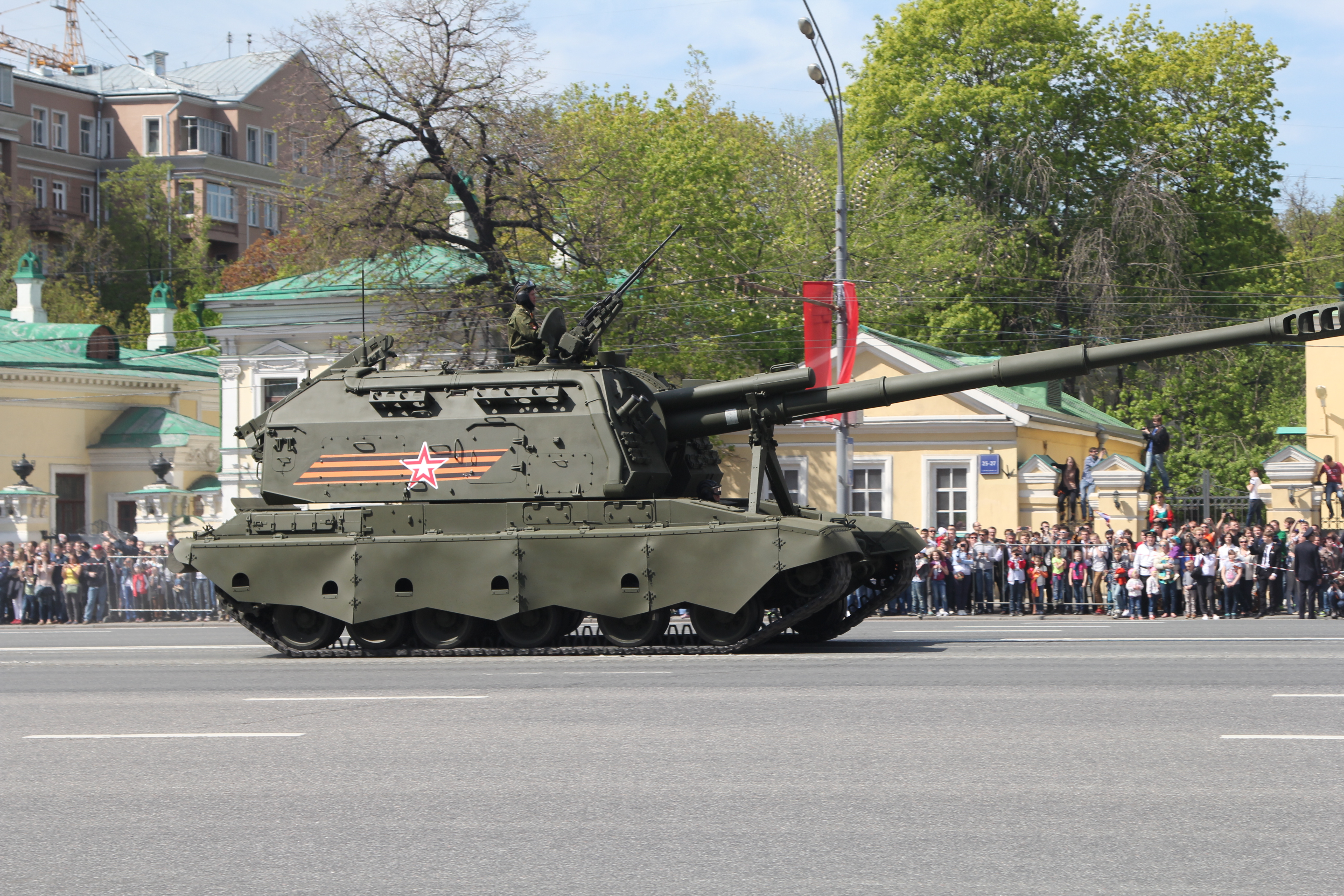
САУ Мста-С
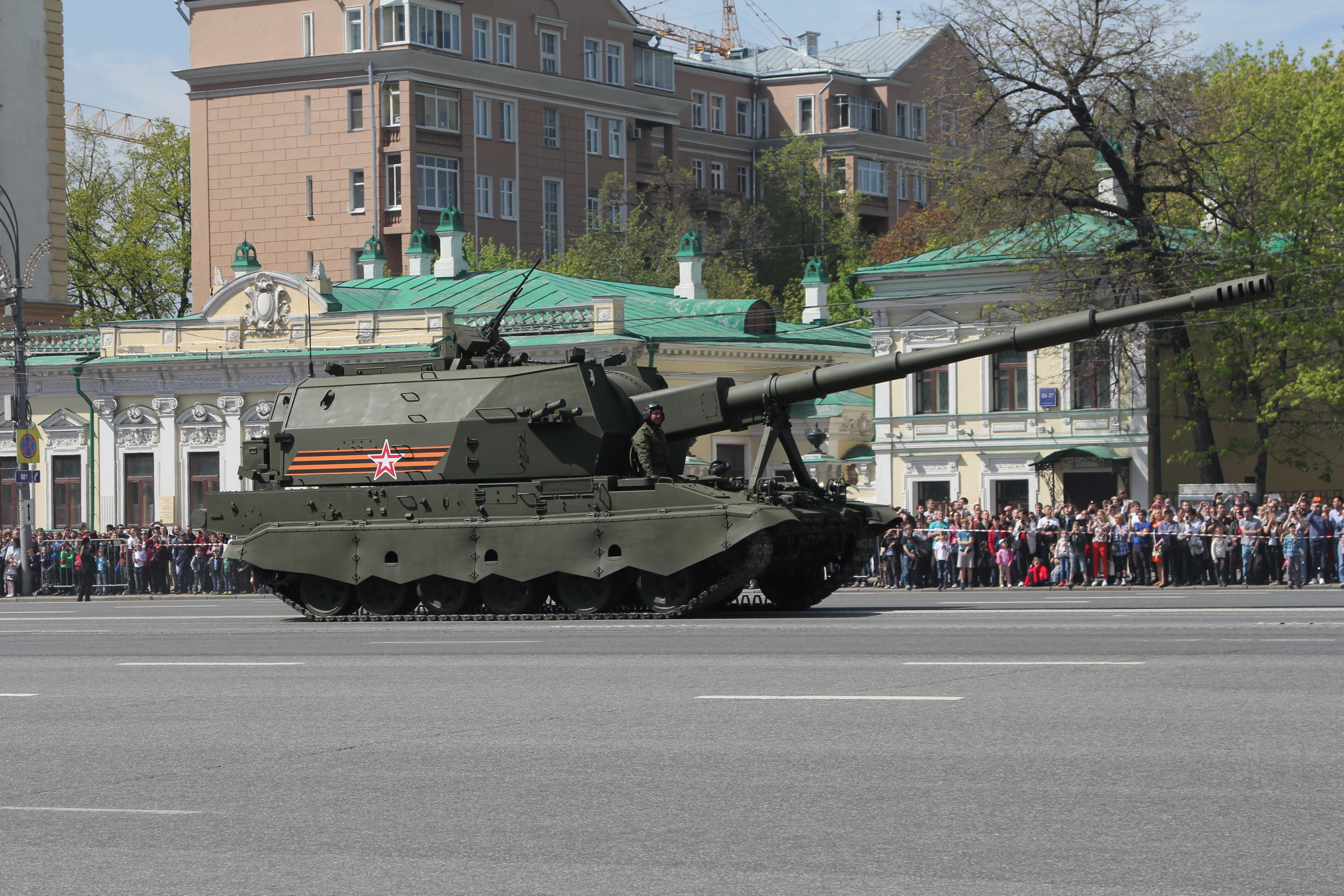
САУ Коалиция-СВ
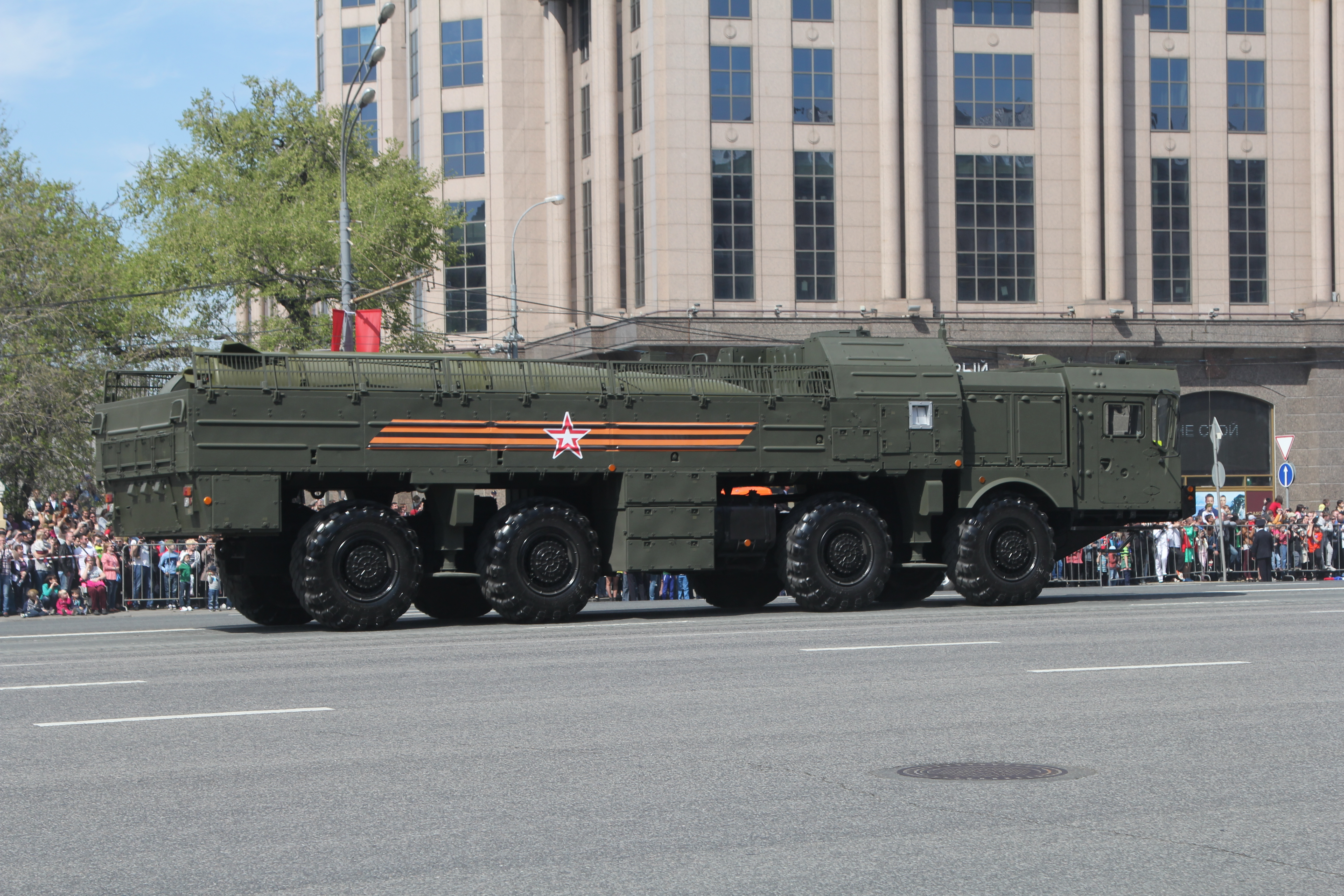
Искандер-М
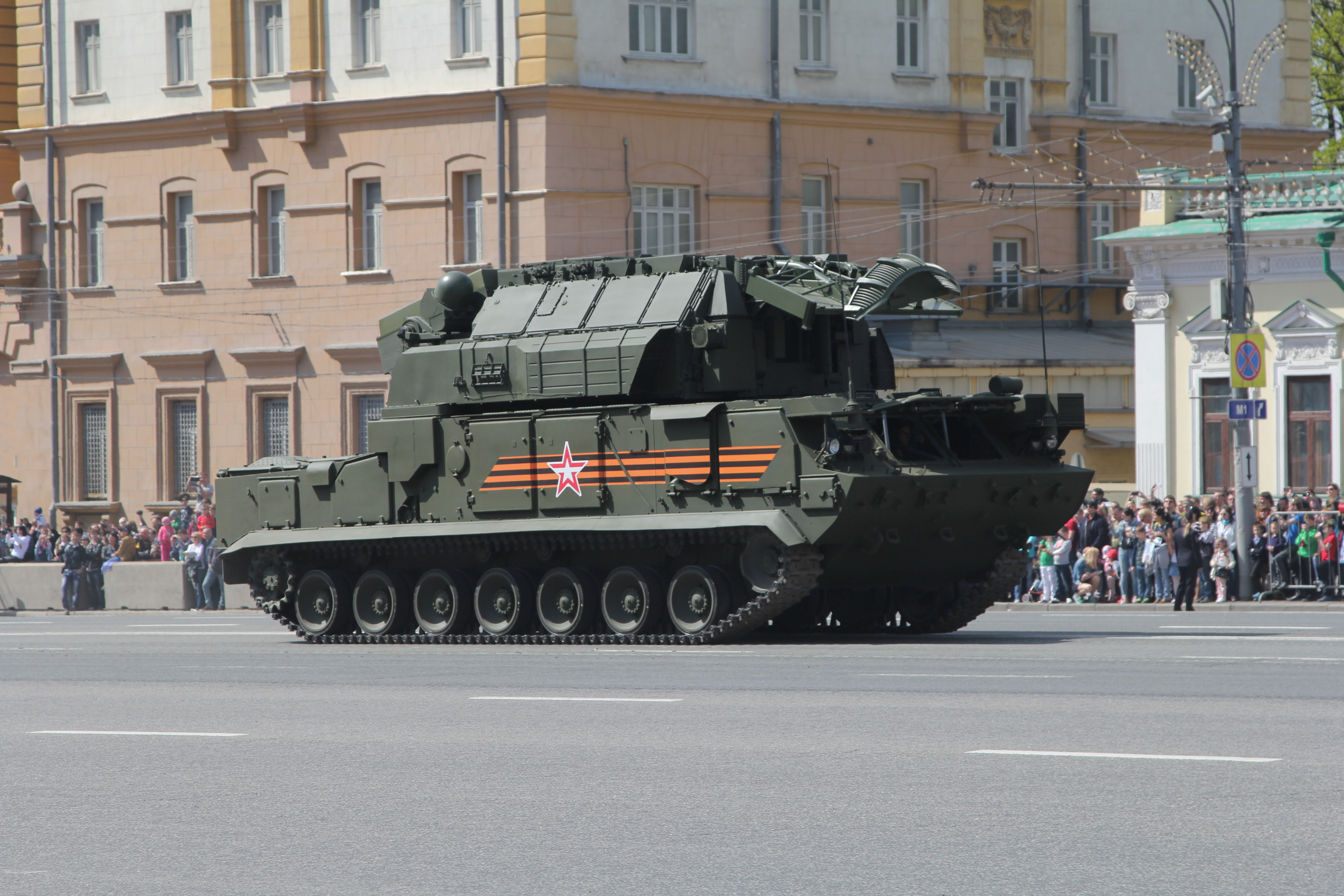
Тор-М2У
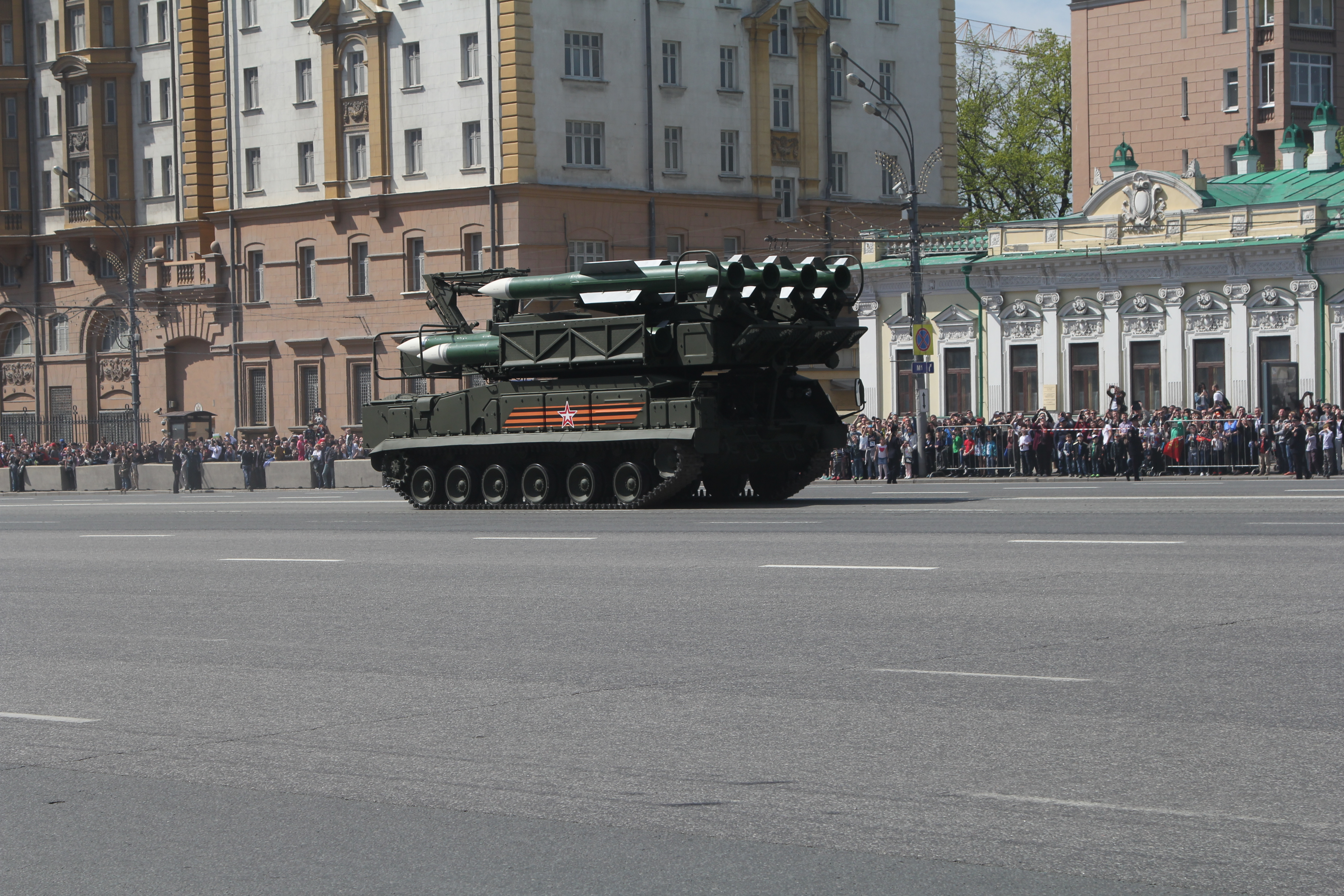
Бук-М2
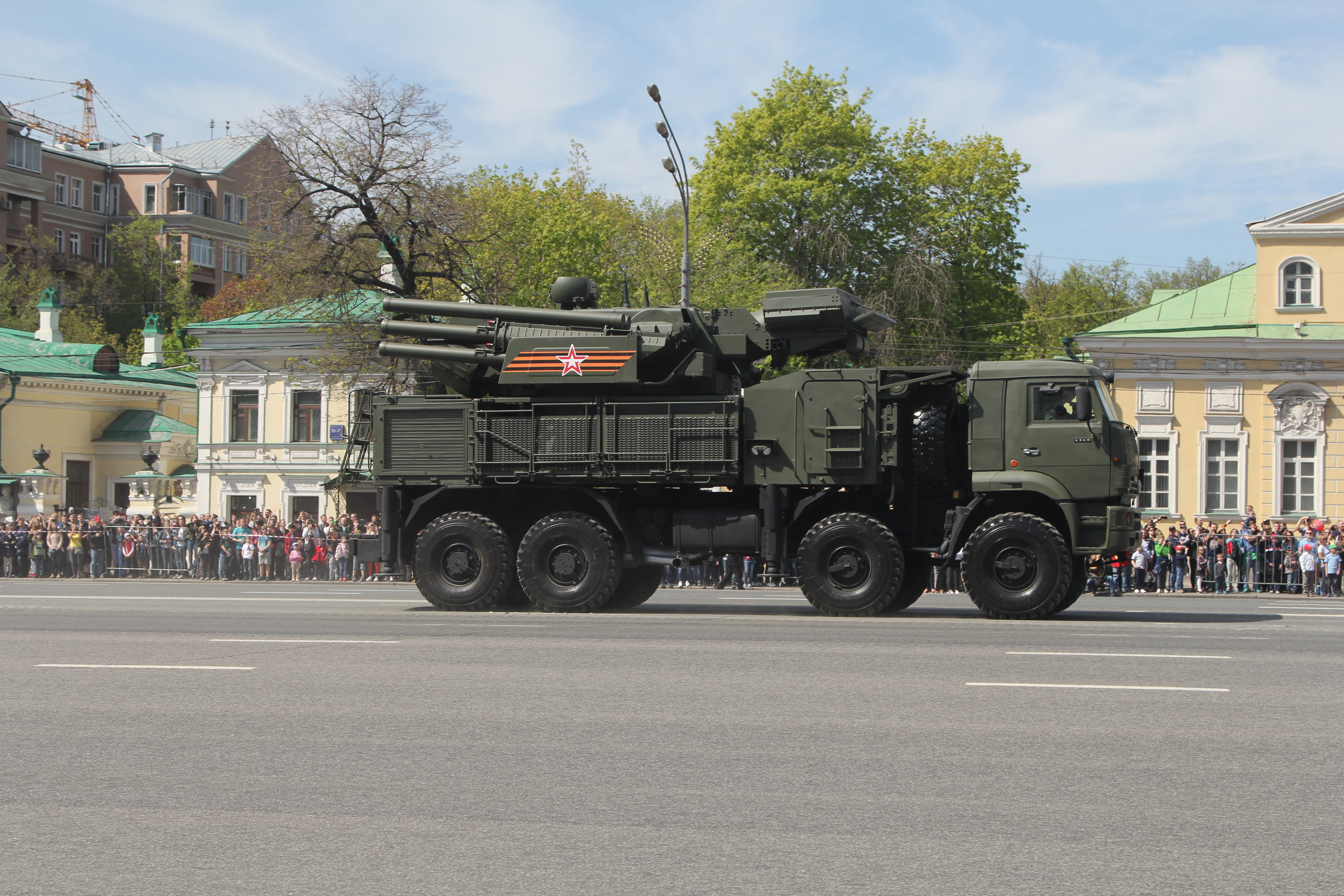
Панцирь-С1
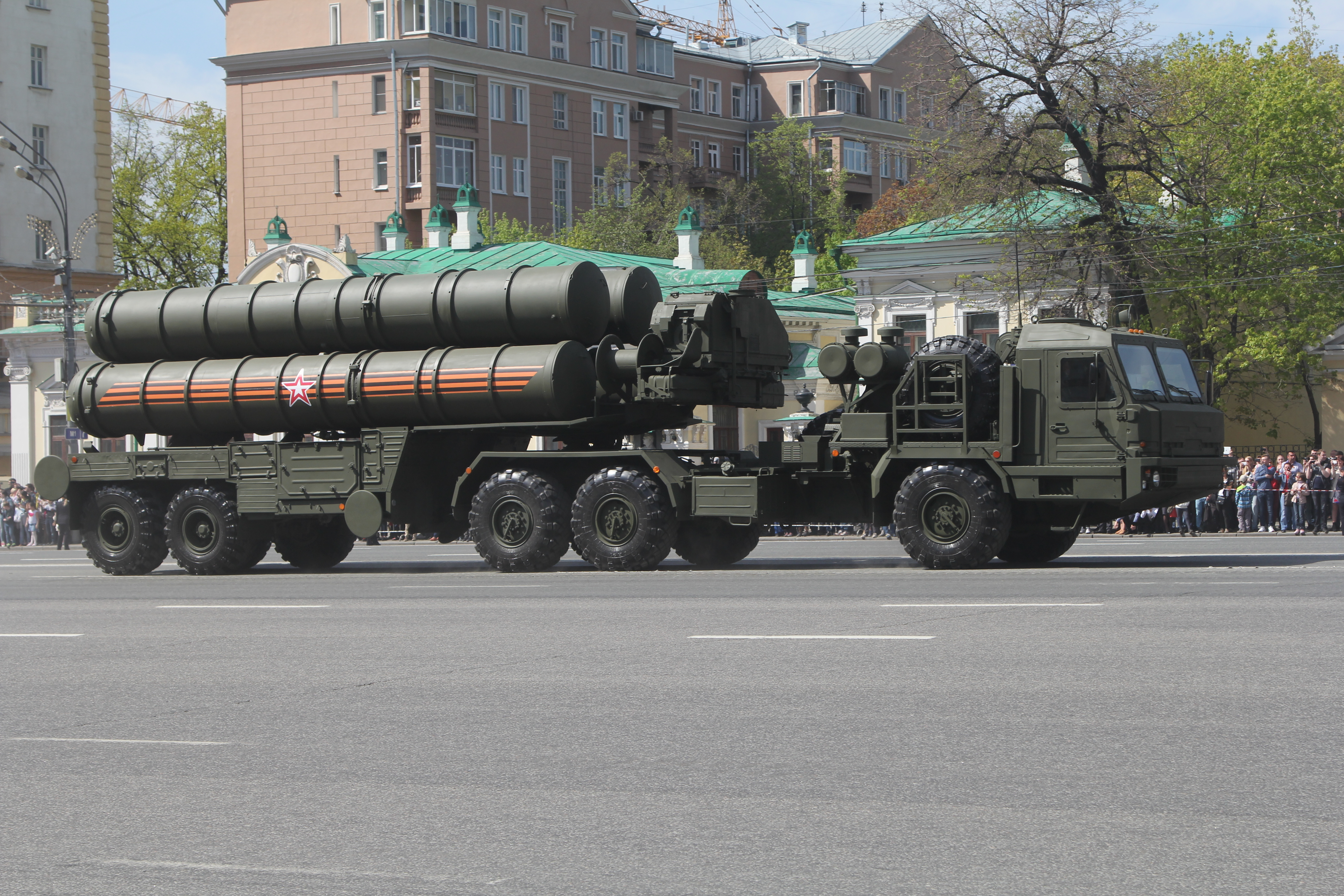
С-400 «Триумф»
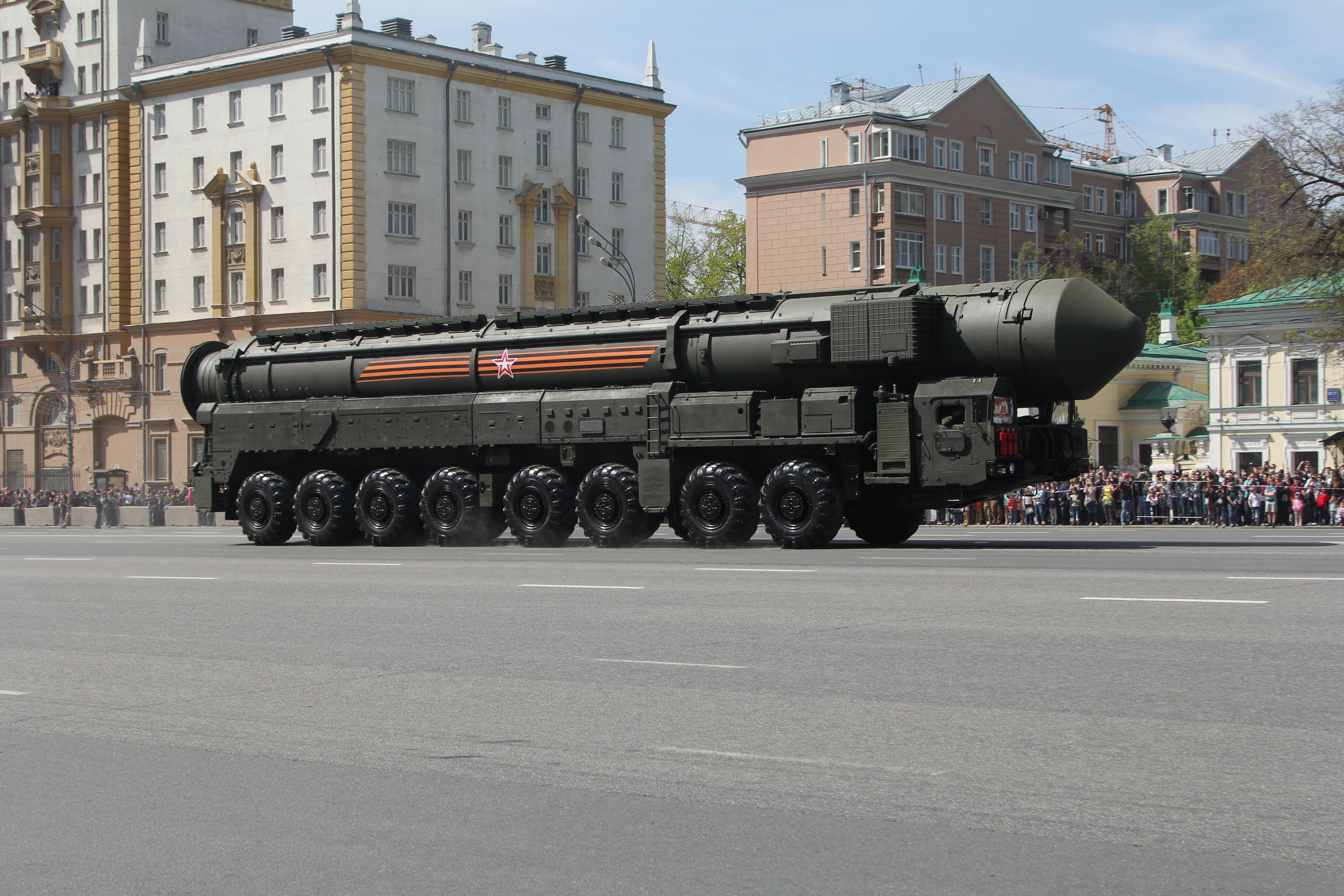
PC-24 «Ярс»
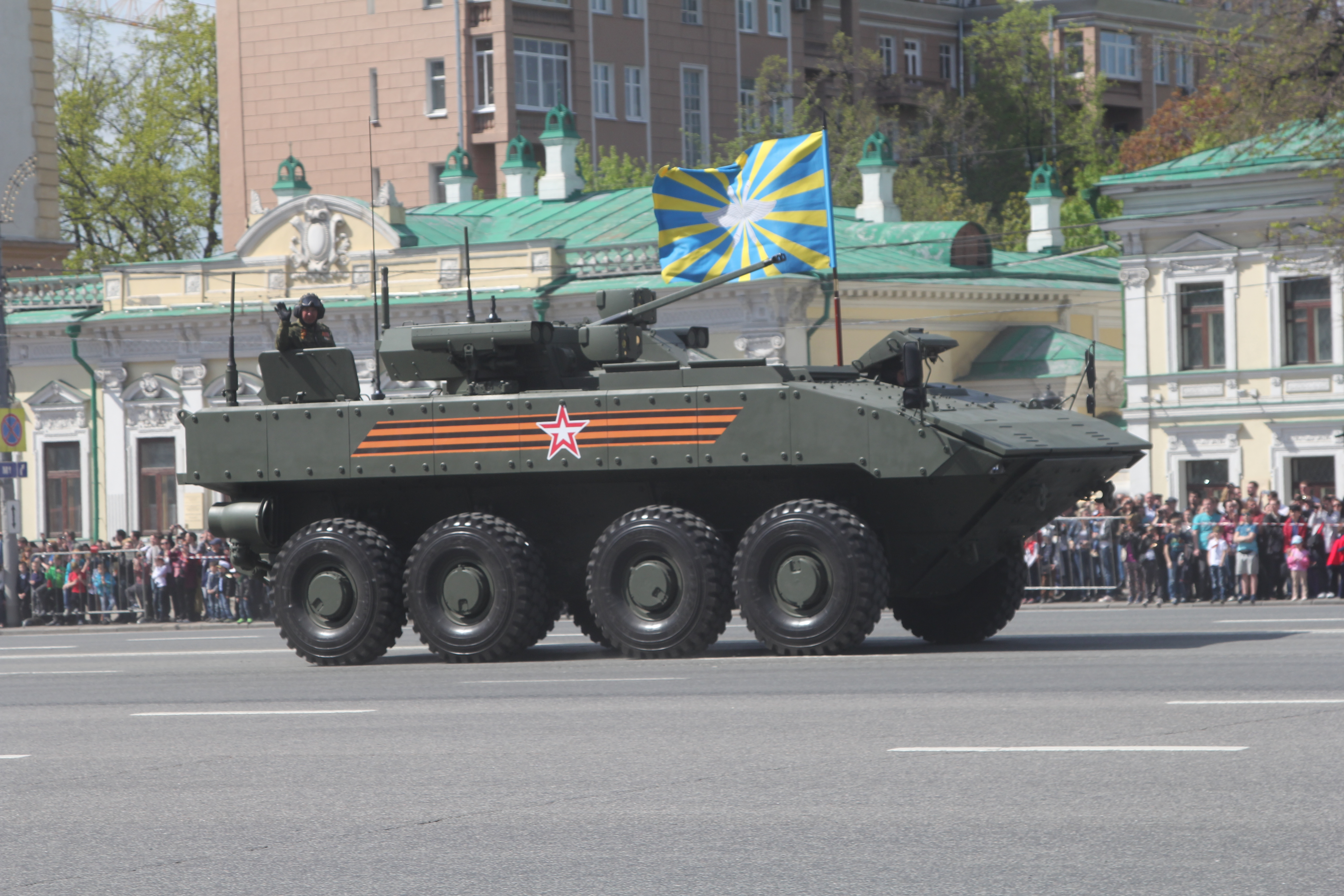
БМП К-16

### Авиация

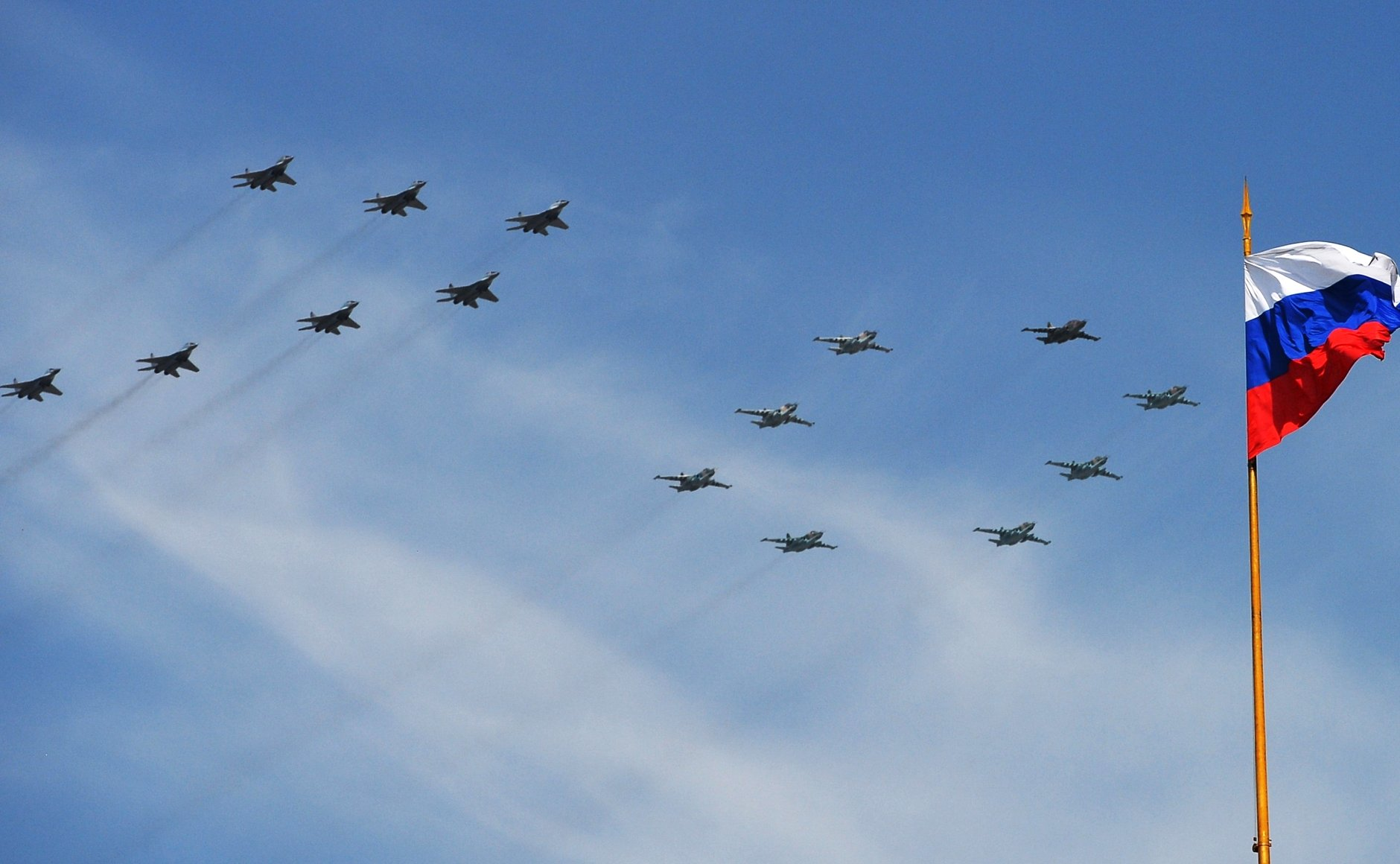
Число 70. Самолёты МиГ-29 и Су-25СМ

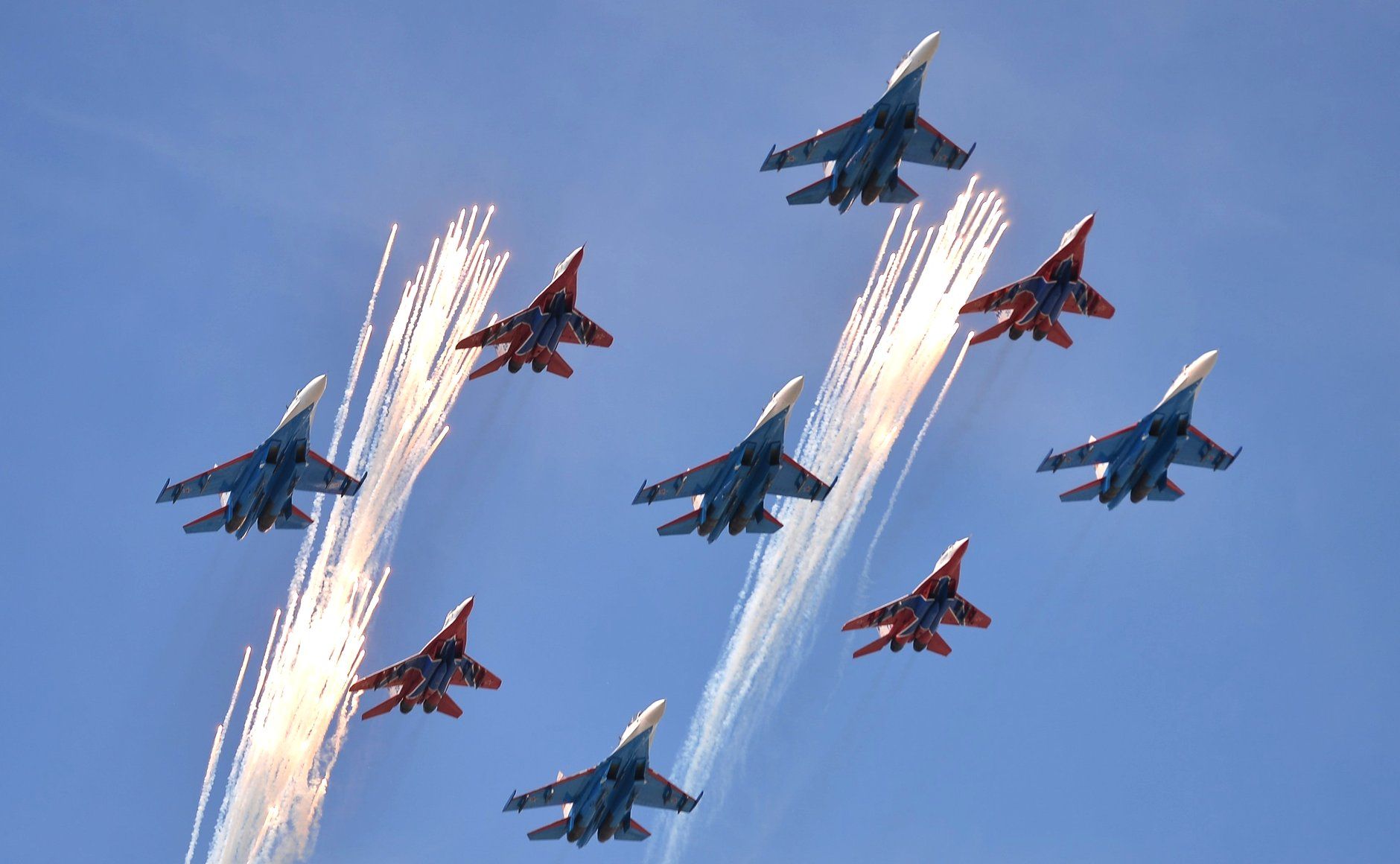
Многоцелевые истребители Су-27 пилотажной группы Русские Витязи и МиГ-29 пилотажной группы Стрижи выполняют фигуру «Ку́бинский бриллиант»

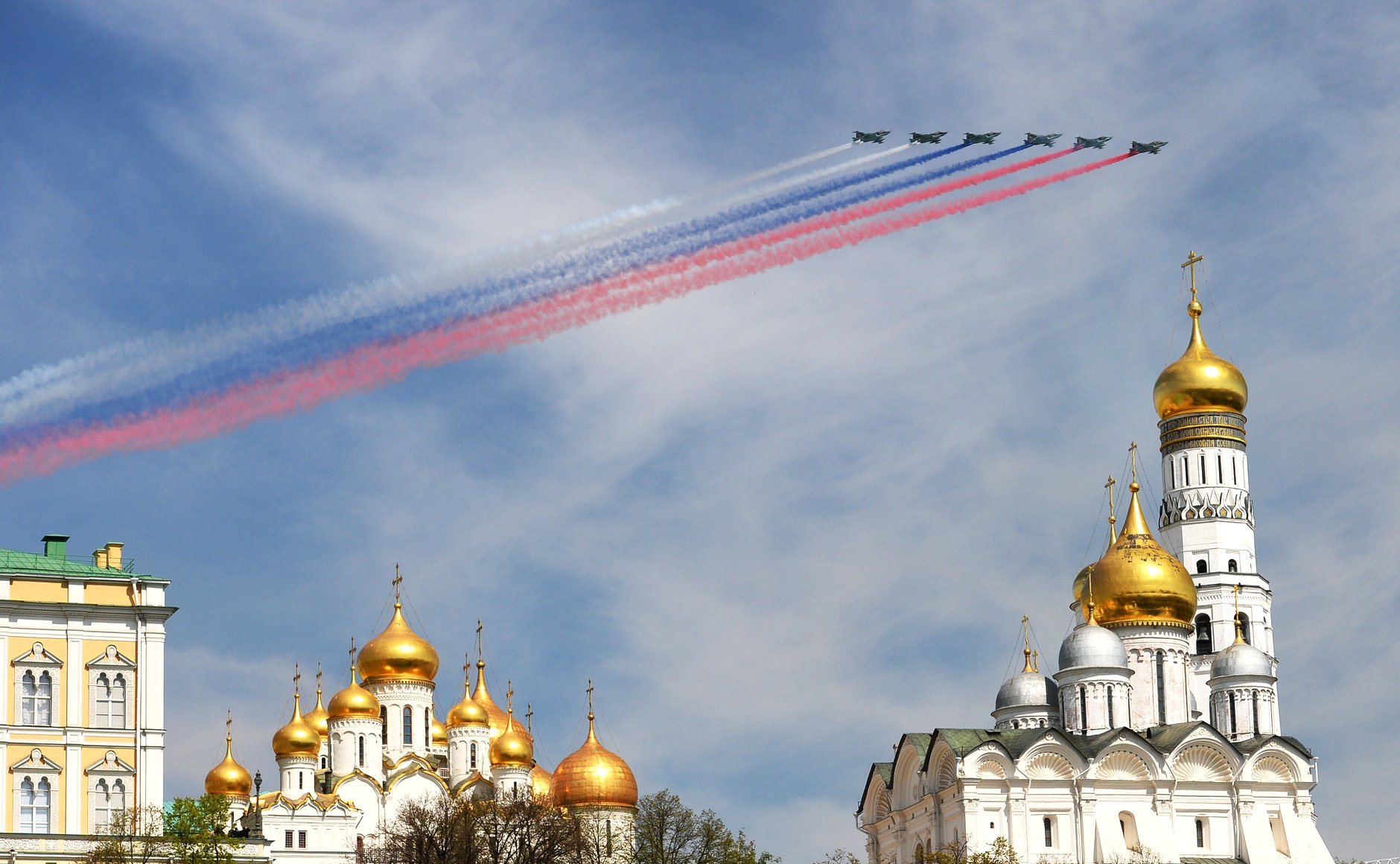
Многоцелевые истребители МиГ-29 и штурмовики Су-25 цветными дымами расчерчивают небо в цвета российского триколора

- Ту-160М (1 ед.) — сверхзвуковой стратегический бомбардировщик-ракетоносец с крылом изменяемой стреловидности. Самолёт пилотировал главнокомандующий ВВС Герой России генерал-полковник Виктор Бондарев;
- Ми-26 (1 ед.) — тяжёлый многоцелевой транспортный вертолёт;
- Ми-8АМТШ (4 ед.) — военно-транспортный вариант вертолёта Ми-8АМТ;
- Ми-8МТВ-5 (4 ед.) — модификация вертолёта Ми-8;
- Ансат У (5 ед.) — лёгкий двухдвигательный газотурбинный многоцелевой вертолёт;
- Ми-35М (5 ед.) — транспортно-боевой вертолёт;
- Ка-52 «Аллигатор» (5 ед.) — ударный вертолёт;
- Ми-28Н «Ночной охотник» (5 ед.) — ударный вертолёт, пилотажная группа «Беркуты»;
- Ан-124-100 «Руслан» (1 ед.) — тяжёлый дальний транспортный самолёт. Бортовой номер RF-82032, имя «Владимир Гладилин»;
- Ил-76 (3 ед.) — тяжёлый военно-транспортный самолёт;
- Ту-95МС (3 ед.) — турбовинтовой стратегический бомбардировщик-ракетоносец;
- Ту-22М3 (3 ед.) — дальний сверхзвуковой ракетоносец-бомбардировщик с изменяемой геометрией крыла;
- Ил-78 + Ту-95 (1+1 ед.) — дозаправка в воздухе стратегического бомбардировщика;
- Ту-160 (2 ед.) — сверхзвуковой стратегический бомбардировщик-ракетоносец с крылом изменяемой стреловидности;
- Ил-78 + Ту-160 (1+1 ед.) — дозаправка в воздухе стратегического бомбардировщика;
- Ил-78 + Су-34 (1+2 ед.) — дозаправка в воздухе двух ударных истребителей-бомбардировщиков;
- Ил-78 + Су-24 (1+2 ед.) — дозаправка в воздухе двух фронтовых бомбардировщиков;
- Ил-78 + МиГ-31 (1+2 ед.) — дозаправка в воздухе двух истребителей-перехватчиков дальнего радиуса действия;
- Су-30СМ (4 ед.) — многоцелевой тяжёлый истребитель поколения 4+;
- Су-35 (4 ед.) — многоцелевой сверхманёвренный истребитель поколения 4++;
- МиГ-29СМТ (5 ед.) — модернизированный многоцелевой истребитель четвёртого поколения;
- Су-34 (8 ед.) — ударный истребитель-бомбардировщик;
- Су-24М (8 ед.) — фронтовой бомбардировщик с крылом изменяемой стреловидности;
- МиГ-31 (8 ед.) — двухместный сверхзвуковой всепогодный истребитель-перехватчик дальнего радиуса действия;
- Су-25СМ (5 ед.) — бронированный дозвуковой штурмовик,
- Су-34 (4 ед.) — ударный фронтовой бомбардировщик;
- Су-27 (4 ед.) — многоцелевой всепогодный истребитель четвёртого поколения;
- Миг-29 (2 ед.) — многоцелевой истребитель четвёртого поколения;
- «Ку́бинский бриллиант» — композиция, состоящая из 5 самолётов Су-27 и 4 МиГ-29. В построении фигуры приняли участие пилотажные группы «Русские Витязи» и «Стрижи»;
- Композиция «70» — из 15 самолётов МиГ-29 и Су-25 было составлено число «70» в честь 70-й годовщины со дня окончания Великой Отечественной войны;
- Як-130 (6 ед.) — учебно-боевой самолёт, лёгкий штурмовик. Пилотажная группа «Крылья Тавриды»;
- Су-25СМ (6 ед.) — 6 самолётов цветными дымами изобразили в небе российский триколор.

## Музыка
Список произведений служебно-строевого репертуара для музыкального обеспечения военного парада 9 мая 2015 года.
I. Встреча Знамени Победы:
1. А. Александров. «Священная война»
II. Объезд войск:
1. В. Халилов. «Торжественно-триумфальный марш»
2. Марш Лейб-гвардии Преображенского полка
3. С. Чернецкий. «Встречный марш военных училищ»
4. Д. Кадеев. «Встречный марш для выноса боевого знамени»
5. Н. Иванов-Радкевич. «Гвардейский встречный марш ВМФ»
6. Е. Аксенов. «Встречный марш»
7. М. Глинка. «Славься» (из оперы «Иван Сусанин»)
8. А. Головин. «Московская парадная фанфара» («Слушайте все»)
III. Окончание речи Президента Российской Федерации:
1. Государственный Гимн Российской Федерации
2. Сигнал «Отбой!»
IV. Прохождение торжественным маршем пеших колонн:
1. Марш «Триумф победителей»
2. В. Агапкин. Марш «Прощание славянки»
3. В. Баснер. «На безымянной высоте»
4. Дм. и Дан. Покрасс. «Казаки в Берлине»
5. В. Соловьёв-Седой. «Подмосковные вечера»
6. Е. Петерсбурский. «Синий платочек»
7. М. Блантер. «Катюша»
8. Дм. и Дан. Покрасс. «Москва майская»
9. В. Халилов. «Плац»
10. Б. Диев. Марш «На страже мира»
11. Ю. Хайт. «Все выше»
12. В. Соловьёв-Седой. «Пилоты»
13. В. Мурадели. «Легендарный Севастополь»
14. В. Плешак. «Экипаж — одна семья»
15. Т. Хренников. «Марш артиллеристов»
16. О. Фельцман. «Марш космонавтов»
17. Б. Окуджава. «Нам нужна одна победа»
18. М. Ножкин. «Последний бой»
19. Э. Ханок. «Служить России»
20. А. Пахмутова. «Песня о тревожной молодости»
21. Р. Хозак. «Вечный огонь», песня из к/ф «Офицеры»
22. В. Соловьёв-Седой. «Баллада о солдате»
23. В. Соловьёв-Седой. «В путь»
V. Прохождение механизированной колонны:
1. Дм. и Дан. Покрасс. «Три танкиста»
2. М. Блантер. «Катюша»
3. В. Мурадели. «Легендарный Севастополь»
4. А. Александров. «Песня о советской армии»
5. Дм. и Дан. Покрасс. «Марш советских танкистов»
6. И. Шварц. Марш «Герой»
7. А. Арутюнов. «Победа»
8. Т. Хренников. «Марш артиллеристов»
9. Б. Александров. «Да здравствует наша держава»
VI. Пролёт авиации:
1. Ю. Хайт. «Все выше»
2. В. Соловьёв-Седой. «Пилоты»
3. Ю. Хайт. «Все выше»
4. В. Соловьёв-Седой. «Пилоты»
5. Ю. Хайт. «Все выше»
VII. Окончание парада:
1. Г. Мовсесян. «Мы — армия народа»
2. Д. Тухманов. «День Победы»
Дирижёр сводного оркестра: начальник Военно-оркестровой службы Вооружённых Сил Российской Федерации — Главный военный дирижёр генерал-лейтенант Валерий Михайлович Халилов.

## Шествие «Бессмертного полка»
После завершения парада его органическим продолжением стало шествие в рамках акции «Бессмертный полк». Более 500 тысяч человек прошли по Красной площади с портретами своих родственников — участников Великой Отечественной войны и тружеников тыла.

## Отличия от предыдущих парадов
Парад 9 мая 2015 года посетили 31 президент или глава правительства иностранных государств, что меньше по сравнению с предыдущим юбилейным парадом 2005 года, который посетили 57 лидеров государств. На трибунах отсутствовали лидеры многих стран Запада и Восточной Европы. В то же время было больше руководителей африканских стран. Практически все иностранные гости приняли предложение надеть на парад бант с георгиевской лентой. Георгиевские ленты были атрибутами и подавляющего большинства участников парада. Однако без этого значка был, в частности, Нурсултан Назарбаев; в Казахстане в то время шла кампания по отказу от георгиевской ленты и заменой её голубой лентой в цвете государственного флага. В Казахстане и ряде других постсоветских стран уход от публичного использования георгиевской ленты происходил на фоне того, что она стала символом пророссийских сепаратистов на Донбассе.
Активное обсуждение в обществе вызвал тот факт, что Сергей Шойгу перекрестился, выезжая из ворот Спасской башни. Выступая с речью, президент Владимир Путин впервые в истории парадов объявил минуту молчания.
Перед парадом все его участники были награждены ведомственной медалью Министерства обороны Российской Федерации «За участие в военном параде в ознаменование 70-летия Победы в Великой Отечественной войне 1941—1945 гг.».

## Инциденты
На почётной трибуне для ветеранов, наблюдающих за парадом, находились байкер Александр «Хирург» Залдастанов и беседовавший с ним Владимир Кочетов, 1935 года рождения (на момент окончания ВОВ — 10 лет), главный редактор Международного объединения журналистов казачества, самопровозглашённый «генерал-полковник казачьих войск» в милицейской фуражке, кавалер Георгиевского креста и ордена «Золотая Звезда», учрежденного общественной организацией «Объединение высших офицеров России», очень похожего на Звезду Героя Советского Союза. Также на параде присутствовал и «маршал КГБ СССР» Сергей Крупко, получивший это звание якобы лично от Андропова, несмотря на то, что единственным живым и официальным обладателем звания маршала Советского Союза на тот момент являлся Дмитрий Язов (с 1990 года).
Из-за продолжающегося армяно-азербайджанского конфликта, и того, что сразу за парадным расчётом Национальной армии Азербайджана шёл парадный расчёт отдельного полка охраны Вооружённых сил Армении (в соответствие с алфавитном порядком), на сайте Министерства обороны Азербайджана была размещена фотография, на которой отсутствовал флаг Армении. При этом флаг Армении был виден во время прямой трансляции сразу за флагом Азербайджана, а на опубликованной фотографии видны изменения, связанные с архитектурой зданий на Красной площади.

### Комментарии
1. 1 2  Этот населённый пункт расположен на территории Крымского полуострова, бо́льшая часть которого  является объектом территориальных разногласий между Россией, контролирующей спорную территорию, и Украиной, в пределах признанных большинством государств — членов ООН границ которой спорная территория находится. Согласно федеративному устройству России, на спорной территории Крыма располагаются субъекты Российской Федерации — Республика Крым и город федерального значения Севастополь. Согласно административному делению Украины, на спорной территории Крыма располагаются регионы Украины — Автономная Республика Крым и город со специальным статусом Севастополь.
2. ↑  Прибыл в Москву, но на параде не присутствовал[94][95].
3. ↑  Прибыл в Москву, но на параде не присутствовал[94][95].